# Powiat żywiecki
Powiat żywiecki – powiat w Polsce, w województwie śląskim, utworzony w 1999 roku w ramach reformy administracyjnej. Jego siedzibą jest miasto Żywiec. W latach 1945–1975 powiat żywiecki znajdował się w województwie krakowskim.
W skład powiatu wchodzą:
- gminy miejskie (miasta): Żywiec
- gminy wiejskie: Czernichów, Gilowice, Jeleśnia, Koszarawa, Lipowa, Łękawica, Łodygowice, Milówka, Radziechowy-Wieprz, Rajcza, Ślemień, Świnna, Ujsoły, Węgierska Górka

Według danych z 31 grudnia 2023 roku powiat zamieszkiwało 149 083 osób. Natomiast według danych z 30 czerwca 2020 roku powiat zamieszkiwało 152 450 osób.

## Geografia

### Położenie
Powiat żywiecki położony jest w południowej części województwa śląskiego i obejmuje swoim zasięgiem 15 gmin (jedna gmina miejska – Żywiec i czternaście gmin wiejskich). Pomimo administracyjnej przynależności do województwa śląskiego od 1999 roku, powiat żywiecki położony jest na obszarze Małopolski. Do 1975 roku również istniał powiat żywiecki i wchodził w skład województwa krakowskiego. 
Od zachodu graniczy z powiatem cieszyńskim, od północy z bielskim i wadowickim, od wschodu z powiatem suskim, a od południa ze Słowacją.
Powierzchnia powiatu żywieckiego wynosi 1.039,96 km², co stanowi 8,4% całości powierzchni województwa, co stawia go na drugim miejscu pod względem wielkości. Obszary leśne zajmują 548 km² powierzchni powiatu.

### Rzeźba terenu
Beskidy mają układ pasmowy i są porozcinane głębokimi dolinami rzek lub potoków i są one częścią Karpat Zachodnich. Cechują się one dużą lesistością i stosunkowo niewielką wysokością bezwzględną przy dużej różnicy wysokości między szczytami a dnami dolin, które w przypadku Kotliny Żywieckiej dochodzą do 800 m. Stoki są bardzo strome, a partie szczytowe – spłaszczone i wyrównane.
Beskid Śląski podzielony jest na część mniejszą (zachodnią) – pasmo Stożka i Czantorii oraz większą (wschodnią) – pasmo Baraniej Góry, czyli pasmo Wiślańskie. Jego grzbiet, którego wschodnia i południowo-wschodnia część wznosi się od Karolówki ku północnemu wschodowi do szczytu Baraniej Góry, ciągnie się na północ do Malinowskiej Skały, gdzie dzieli się na prawą odnogę z kulminacją Skrzycznego i lewą do pasma Klimczoka.
Kotlina Żywiecka jest obniżeniem śródgórskim z centrum w ujściu rzeki Koszarawa do Soły, pomiędzy Beskidem Śląskim na zachodzie, Beskidem Małym na północy, Beskidem Makowskim na północnym wschodzie, oraz Beskidem Żywieckim na południowym wschodzie. Kotlina Żywiecka ma charakter okna tektonicznego.

### Zbiorniki i cieki wodne

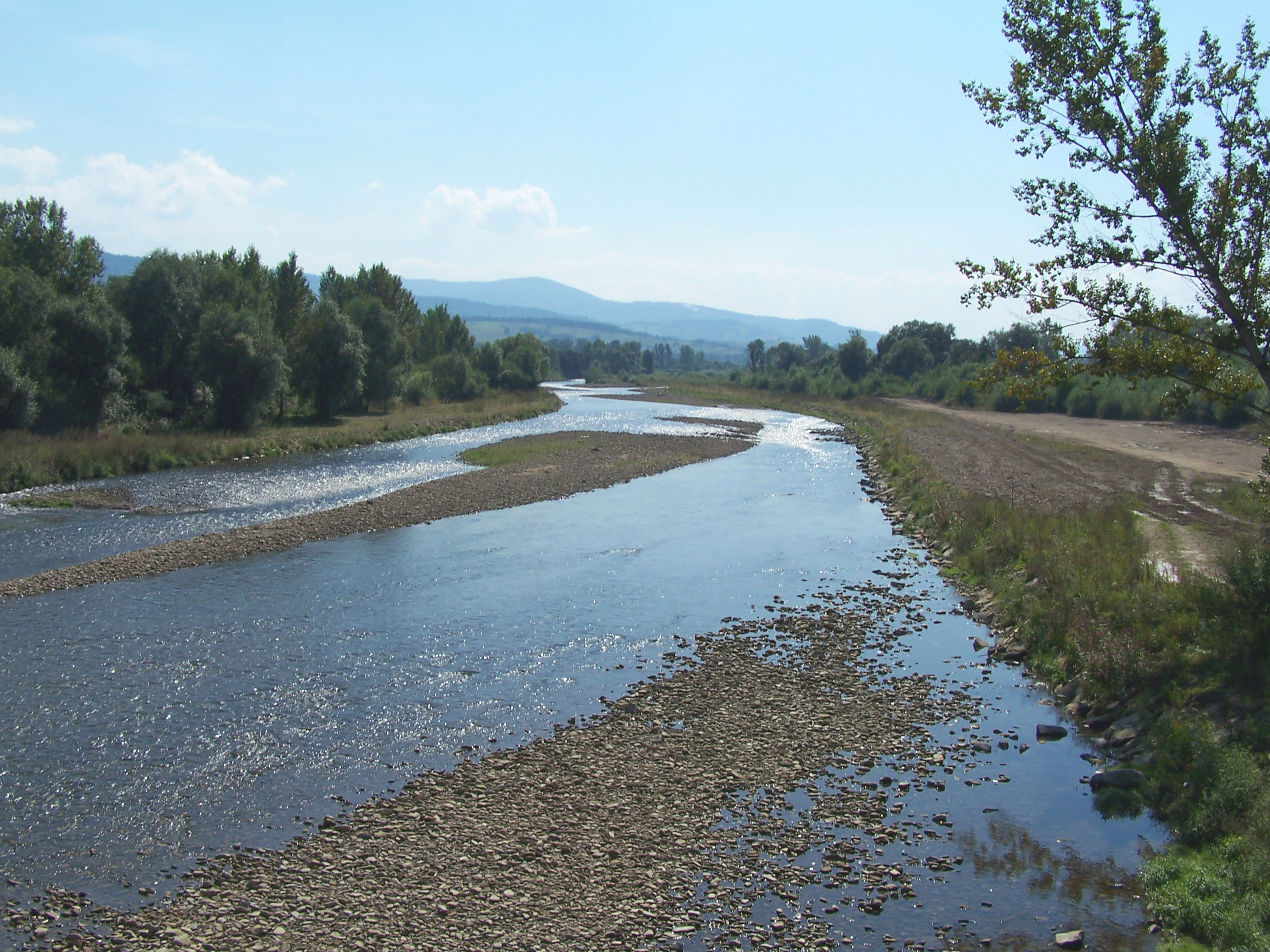
Soła w okolicy Wieprza

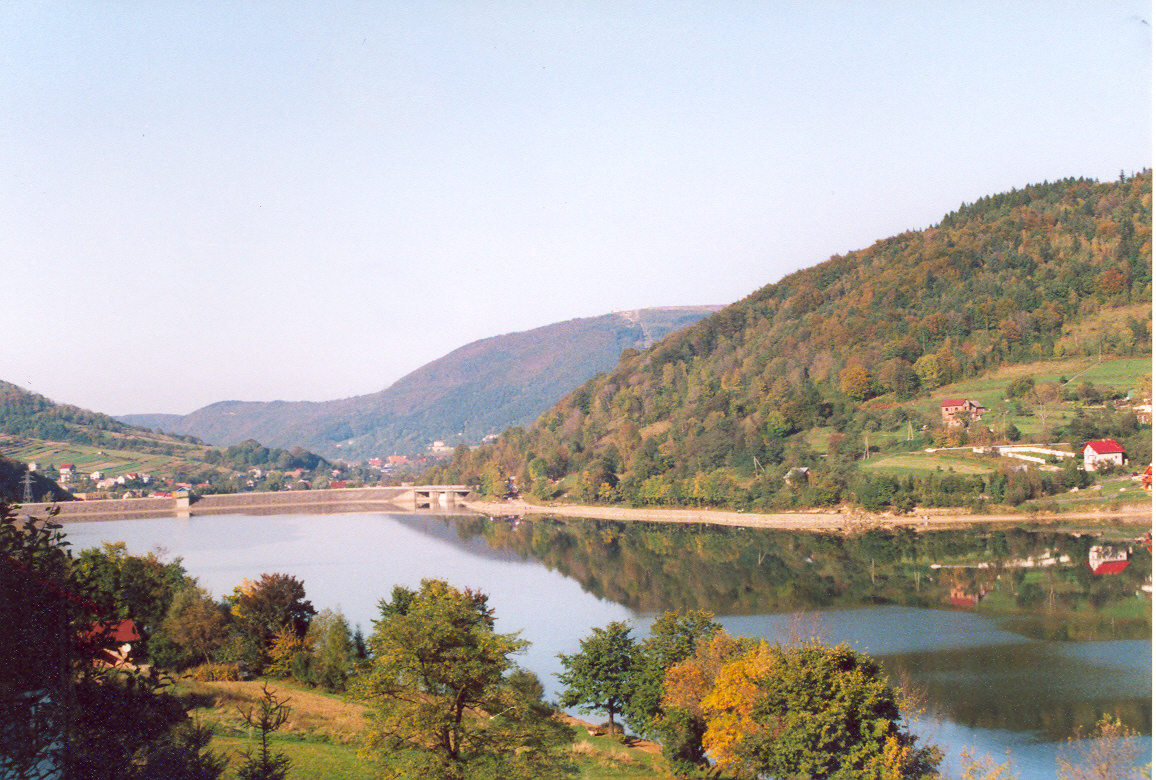
Zapora w Tresnej

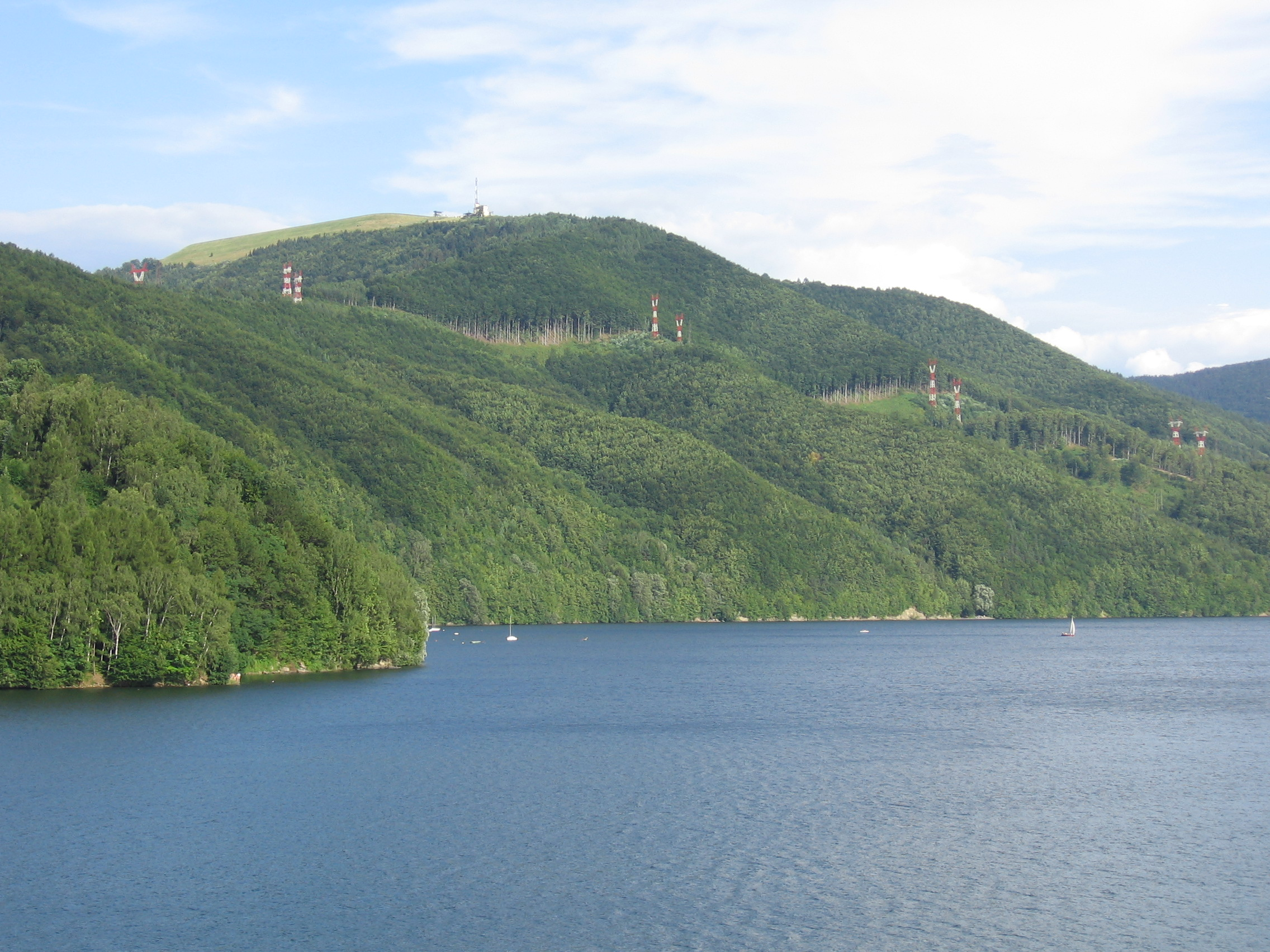
Jezioro Międzybrodzkie

Największą rzeką przepływającą przez terytorium powiatu jest Soła, prawy dopływ Wisły o długości 89 km, rozpoczynająca się jako połączenie kilku potoków górskich w okolicach Rajczy. Dopływami Soły na terenie powiatu żywieckiego są potoki, wzdłuż których najczęściej rozlokowały się górskie wsie:
- Potok Milowiecki
- Bystra (Kameszniczanka)
- Żabniczanka
- Cięcinka
- Juszczynka
- Rybny Potok
- Leśnianka (Leśna)
- Koszarawa
- Kalonka
- Żylica
- Łękawka
- Isepnica

Jednym z ważniejszych dopływów Soły jest Koszarawa, która stanowi jej prawy dopływ ze źródłem na wysokości ponad 1.000 m n.p.m., spływający ze stoków Jałowca do połączenia z Sołą w Żywcu.
Częste powodzie spowodowały utworzenie zespołu zapór, tzw. Kaskady Soły. Spowodowało to utworzenie czterech zbiorników: Jeziora Żywieckiego, Jeziora Międzybrodzkiego, Zbiornika Czanieckiego oraz zbiornika na górze Żar, służącego do celów energetycznych dla Elektrowni Porąbka-Żar.
Jezioro Żywieckie zostało utworzone w 1966 roku, co spowodowało zalanie wsi znajdujących się na jego obecnym terenie: całkowite – Zadziela i Starego Żywca (dzielnica miasta Żywiec) oraz częściowe: Tresnej i Zarzecza. Zbiornik o pojemności całkowitej 94,60 mln m³ powstał dzięki budowie zapory wodnej w Tresnej o wysokości 39 m i długości 310 m.
Jezioro Międzybrodzkie powstało dzięki wybudowaniu Zapory wodnej w Porąbce. Jezioro o pojemności 26,6 mln m³ ma powierzchnię 3,8 km².
Obydwa jeziora pełnią również funkcje rekreacyjne.

### Klimat
Warunki klimatyczne powiatu żywieckiego są kształtowane przez masy powietrza zróżnicowanego pochodzenia geograficznego, przede wszystkim przez masy powietrza polarno-morskiego (w 60%) oraz polarno-kontynentalnego (w 25%).
Długość okresu wegetacyjnego jest bardzo zróżnicowana i waha się od 150 dni na wysokości 1100 m n.p.m. do około 225 dni na terenach najniżej położonych.
Średnia roczna temperatura powietrza waha się od 2,5 °C (1100 m n.p.m.) do 8,6 °C (250 m n.p.m.) Obszar powiatu ze względu na swe ukształtowanie jest szczególnie narażony na przymrozki. Dni ze spadkiem temperatury poniżej 0 °C jest na tym terenie ok. 110 rocznie.
Słaba wentylacja jest jedną z cech klimatu Kotliny Żywieckiej, często występują tu zastoiska chłodnego powietrza, które powodują silne i długo trwające inwersje temperatury. W chłodniejszej porze roku zauważalne jest wychłodzenie kotliny, charakteryzuje się ono występowaniem najniższych ekstremalnych temperatur w jej dnie. Jest to zjawisko charakterystyczne dla stycznia, lutego i września.
Średnia roczna suma opadów dla posterunku meteorologicznego w Żabnicy wynosi 1.136 mm, a dla posterunku meteorologicznego w Lipowej – 72 mm, co daje średnie miesięczne opady w ilości 96 mm dla Żabnicy i 72 mm dla Lipowej – 889 mm. Roczne sumy opadów zwiększają się od podnóży ku szczytom gór. Największa częstotliwość opadów przypada na grudzień, styczeń, maj i lipiec. Najmniej dni z opadami stwierdza się w lutym, marcu, wrześniu i październiku. Skutkiem dużej zmienności pogody jest wysoki procent opadów w formie burzowej. Okres zalegania pokrywy śnieżnej wynosi od 65 do 140 dni.
Kierunek wiatru jest uzależniony w głównej mierze od ukształtowania terenu. Przeważają wiatry wiejące z biegiem dolin, kotlin lub przełęczy, czasami występują również wiatry halne.

## Demografia

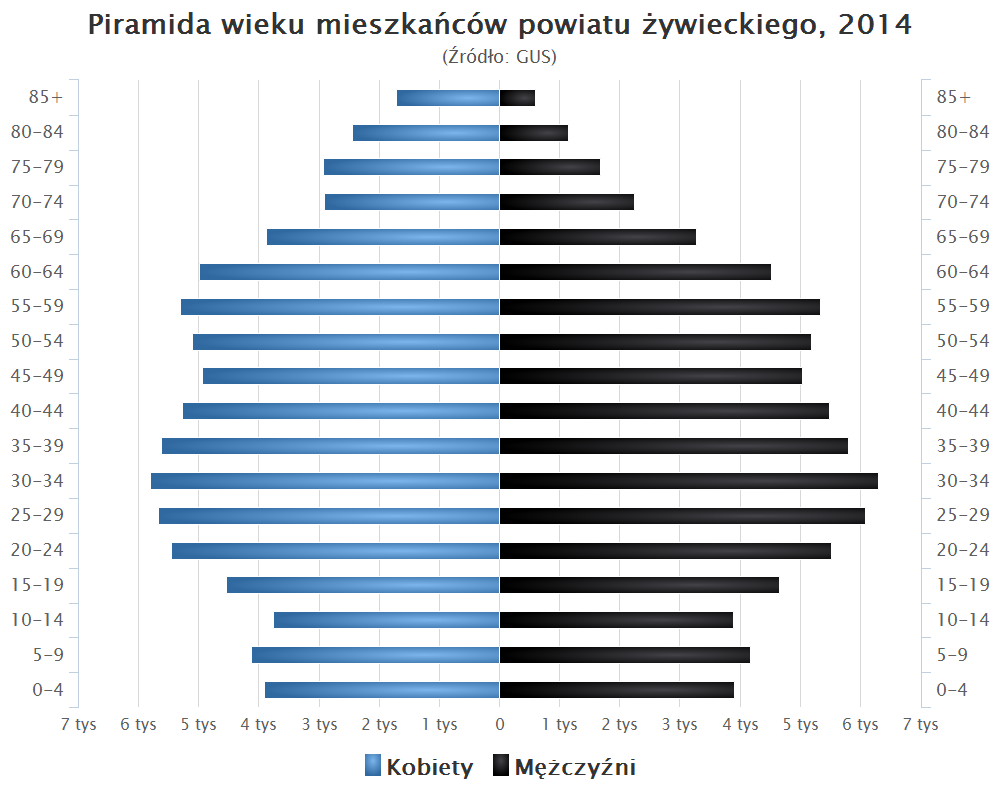
Piramida wieku mieszkańców powiatu żywieckiego w 2014 roku

Liczba ludności powiatu żywieckiego wynosiła w 2013 roku 153 108 mieszkańców, co stanowi 3,33% populacji województwa śląskiego. Gęstość zaludnienia powiatu wynosi 147,22 mieszkańców na 1 km². Obszarami o najwyższej koncentracji ludności są miasto Żywiec (634,55 osób/km²) oraz gmina Łodygowice (392,76 osób/km²), natomiast najniższej: gmina Ujsoły (42,18 osób/km²) i gmina Rajcza (69,09 osób/km²).
Liczba ludności (dane z 31 grudnia 2013):
|        | Ogółem  | Ogółem | Kobiety | Kobiety | Mężczyźni | Mężczyźni |
| osób   | %       | osób   | %       | osób    | %         |           |
| ------ | ------- | ------ | ------- | ------- | --------- | --------- |
| Ogółem | 153 108 | 100    | 78 256  | 51,11   | 74 852    | 48,89     |
| Miasto | 32 083  | 20,95  | 16 653  | 10,88   | 15 430    | 10,08     |
| Wieś   | 121 025 | 79,05  | 61 603  | 40,23   | 59 422    | 38,81     |

▶Wieś vs ▶miasto
Ogółem (▶k, ▶m)
Miasto (▶k, ▶m)
Wieś (▶k, ▶m)
| Gmina                    | Liczba mieszkańców ogółem | Liczba mężczyzn | Liczba kobiet | Procent ludności powiatu | Powierzchnia w km² | Gęstość zaludnienia (osób/km²) |
| ------------------------ | ------------------------- | --------------- | ------------- | ------------------------ | ------------------ | ------------------------------ |
| miasto Żywiec            | 32 083                    | 15 430          | 16 653        | 20,95%                   | 50,56              | 634,55                         |
| gmina Czernichów         | 6773                      | 3276            | 3497          | 4,42%                    | 56,26              | 120,39                         |
| gmina Gilowice           | 6121                      | 2979            | 3142          | 3,99%                    | 28,15              | 217,44                         |
| gmina Jeleśnia           | 13 478                    | 6723            | 6755          | 8,80%                    | 170,51             | 78,41                          |
| gmina Koszarawa          | 2446                      | 1223            | 1223          | 1,59%                    | 31,24              | 78,29                          |
| gmina Lipowa             | 10 320                    | 4968            | 5352          | 6,74%                    | 58,08              | 177,68                         |
| gmina Łękawica           | 4458                      | 2207            | 2251          | 2,91%                    | 42,77              | 104,23                         |
| gmina Łodygowice         | 13 825                    | 6757            | 7068          | 9,03%                    | 35,20              | 392,76                         |
| gmina Milówka            | 10 107                    | 4961            | 5146          | 6,60%                    | 98,33              | 102,79                         |
| gmina Radziechowy-Wieprz | 13 048                    | 6401            | 6647          | 8,52%                    | 65,94              | 197,88                         |
| gmina Rajcza             | 9062                      | 4429            | 4633          | 5,92%                    | 131,17             | 69,09                          |
| gmina Ślemień            | 3502                      | 1721            | 1781          | 2,28%                    | 45,87              | 76,35                          |
| gmina Świnna             | 8120                      | 3939            | 4181          | 5,30%                    | 39,40              | 206,09                         |
| gmina Ujsoły             | 4638                      | 2348            | 2290          | 3,03%                    | 109,95             | 42,18                          |
| gmina Węgierska Górka    | 15 127                    | 7490            | 7637          | 9,88%                    | 77,06              | 196,30                         |
| Powiat żywiecki          | 153 108                   | 74 852          | 78 256        | 100%                     | 1 039,96           | 147,22                         |

### Zmiana liczby ludności[8]
- 1995 – 149 159
- 1996 – 149 498
- 1997 – 149 994
- 1998 – 150 390
- 1999 – 148 179
- 2000 – 148 675
- 2001 – 148 802
- 2002 – 148 932
- 2003 – 149 076
- 2004 – 149 418
- 2005 – 149 467
- 2006 – 149 779
- 2007 – 150 079
- 2008 – 150 354
- 2009 – 150 850
- 2010 – 151 103[9]
- 2011 – 153 143[10]
- 2012 – 153 119[10]
- 2013 – 153 108[6]
- 2016 – 153 197[11]
- 2019 – 152 756

## Rada Powiatu
| Ugrupowanie                                  | 2002−2006 | 2006−2010 | 2010–2014 | 2014–2018 | 2018–2023 |
| -------------------------------------------- | --------- | --------- | --------- | --------- | --------- |
| Sojusz Lewicy Demokratycznej                 | 5         | –         | –         | –         | –         |
| Nasza Żywiecczyzna                           | 3         | –         | –         | –         | –         |
| Porozumienie Samorządowe Żywiecczyzny        | 3         | –         | –         | –         | –         |
| Wspólnota Samorządowa Powiatu Żywieckiego    | 8         | 4         | 5         | 7         | 5         |
| Obywatele dla Ziemi Żywieckiej               | 8         | 6         | 5         | –         | –         |
| Prawo i Sprawiedliwość                       | –         | 6         | 7         | 12        | 15        |
| Platforma Obywatelska                        | –         | 4         | 4         | 3         | 3 (KO)    |
| Samorządny Rozwój Żywiecczyzny               | –         | 2         | –         | –         | –         |
| Żywieckie Porozumienie Samorządowe           | –         | 4         | –         | –         | –         |
| Żywiecka Lewica Samorządowa                  | –         | 1         | –         | –         | –         |
| Porozumienie Samorządów                      | –         | –         | 6         | 4         | –         |
| Wspólnota Obywatelska Żywiecczyzny           | –         | –         | –         | 1         | –         |
| Porozumienie Samorządowe Powiatu Żywieckiego | –         | –         | –         | –         | 4         |

## Historia

### Powiat żywiecki w Galicji

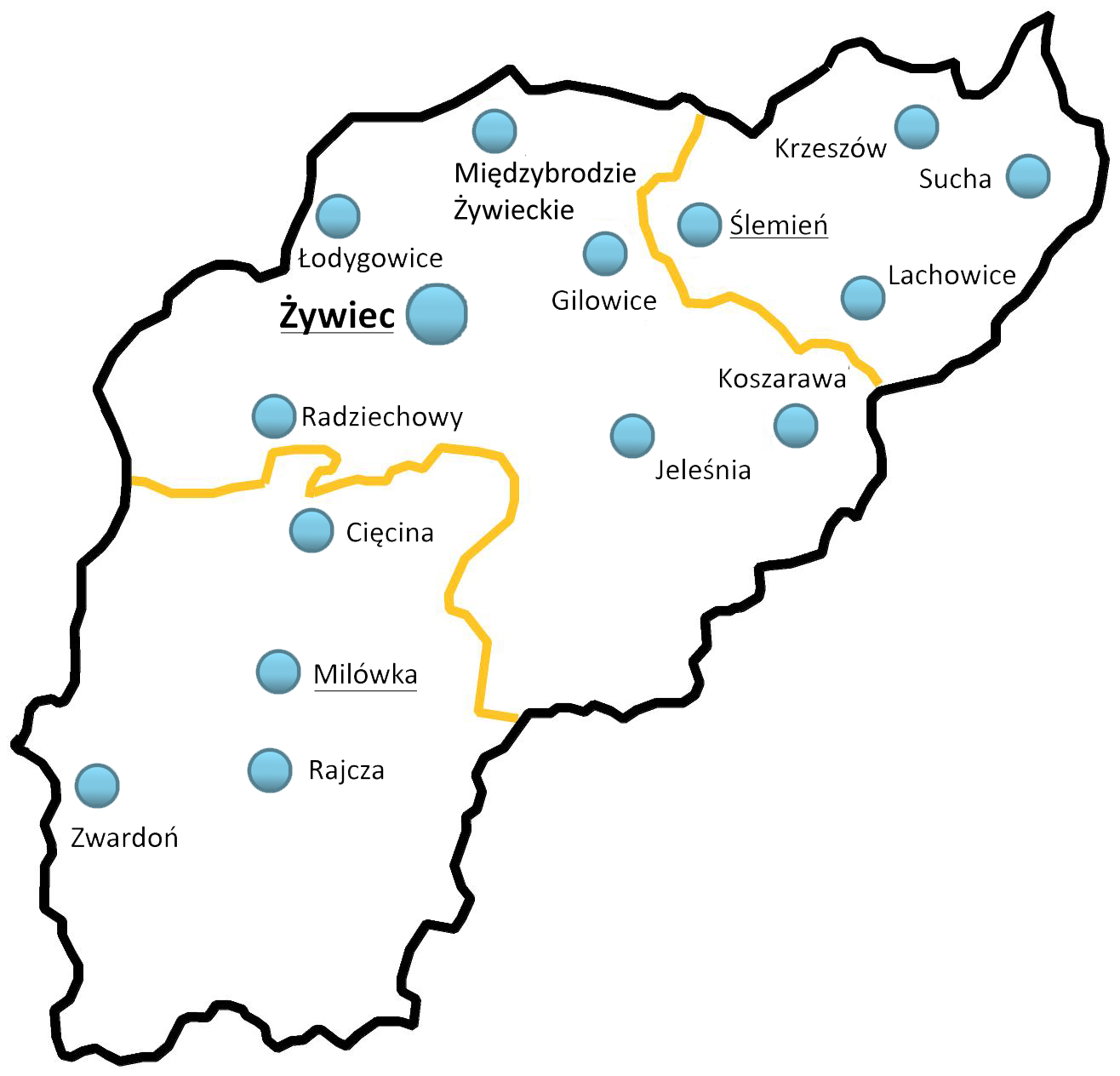
Powiat żywiecki w latach 1867–1920

Początki powiatu żywieckiego datowane są na rok 1867, kiedy to austriackie władze Galicji dokonały podziału tej części monarchii na powiaty. Składał się on z trzech powiatów (obwodów) sądowych: żywieckiego, milowieckiego i ślemieńskiego. W przeciwieństwie do Śląska Cieszyńskiego, na Żywiecczyźnie wcześniej obwody sądowe nie stanowiły równocześnie powiatów administracyjnych. Do roku 1921 powiat żywiecki obejmował 60 wsi, 2 miasteczka (Milówka i Ślemień) oraz 2 miasta (Żywiec i Sucha od 1896 roku).
W 1891 roku z powiatu żywieckiego wyłączono Tarnawę Górną i Dolną i przeniesiono do powiatu wadowickiego. W 1906 roku dokonano reorganizacji powiatu sądowego ślemieńskiego, którego siedziba została przeniesiona do Suchej. Do powiatu sądowego żywieckiego przeniesiono wówczas Łękawicę, Okrajnik, Łysinę, Kocierz Rychwałdzki, Kocierz Moszczanicki, Gilowice, Rychwałd, Rychwałdek i Pewel Ślemieńską.

### Powiat żywiecki po 1918 roku

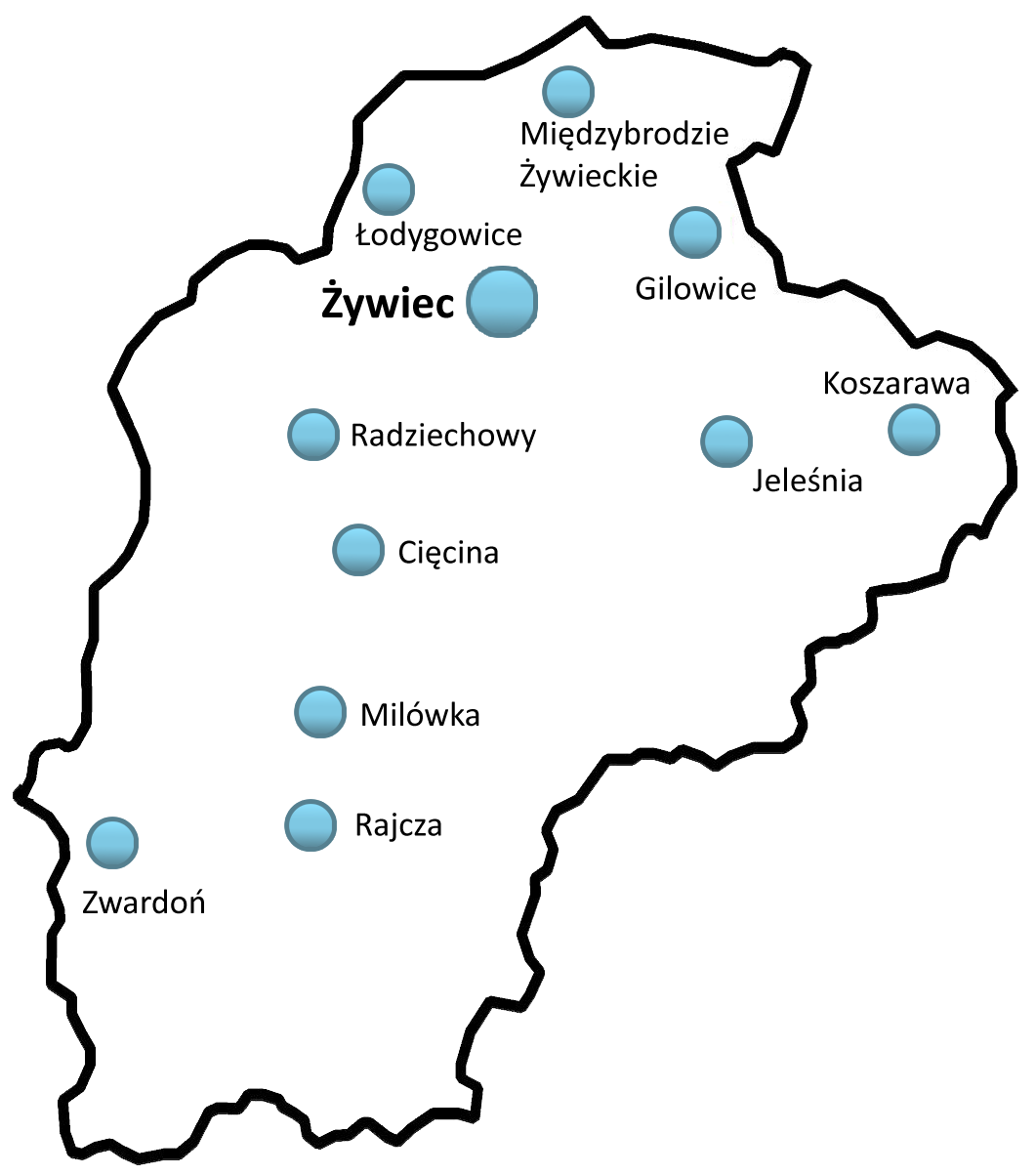
Powiat żywiecki w latach 1921–1932

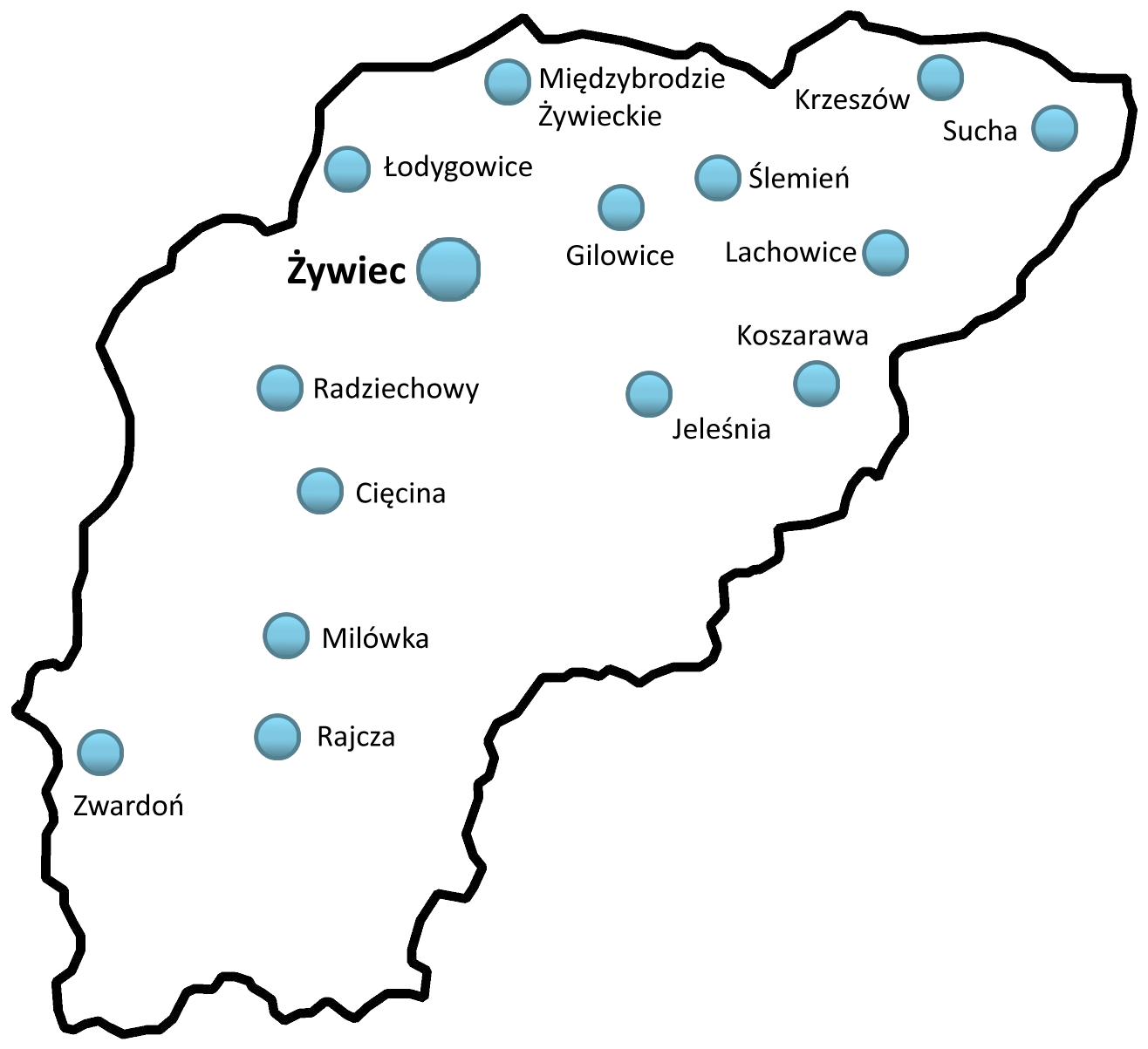
Powiat żywiecki w latach 1932–1939 i 1945-1951

Po odzyskaniu przez Polskę niepodległości, austriacki porządek administracyjny przetrwał do 1921 roku, a powiat żywiecki w 1918 roku został przyłączony do województwa krakowskiego. Wówczas to utworzono powiat makowski, którego terytorium stanowił dawny powiat sądowy suski (do 1906 roku ślemieński) z powiatu żywieckiego oraz powiaty sądowe makowski i jordanowski. Z końcem 1931 roku powiat ten uległ jednak likwidacji, gdyż Maków (od 1926 roku Maków Podhalański) nie potrafił stworzyć silnego ośrodka. Pozostałe miasta wchodzące w skład powiatu krytykowały ustanowienie stolicy powiatu w Makowie. Zwłaszcza okolice Suchej ciążyły do Żywca, który stanowił dla miasta nie tylko stolicę kulturową, ale też ważny rynek zbytu. Po likwidacji powiatu makowskiego jego obszar podzielono między powiaty: żywiecki, myślenicki, wadowicki i nowotarski. W związku z tym powiat żywiecki wrócił do granic sprzed 1921 roku.
W latach 30. stanowisko starosty powiatu żywieckiego pełnił dr Zygmunt Döllinger.

### Powiat żywiecki w czasie II wojny światowej
Do momentu wybuchu II wojny światowej nie nastąpiły już żadne zmiany na mapie powiatu. Podczas wojny obronnej 1939 w pierwszych dniach września w rejonie Zwardonia, Milówki, Węgierskiej Górki i Lipowej polskie oddziały stoczyły sławną Bitwa pod Węgierską Górką – zwaną „Westerplatte południa”.
Niemcy włączyli obszar powiatu do Rzeszy jako Landkreis Saybusch. Podobnie jak na innych obszarach okupanci rozpoczęli politykę germanizacyjną.
Na terenie Żywiecczyzny Niemcy dokonywali masowych wysiedleń ludności polskiej. Najbardziej znana była tzw. Aktion Saybusch (Akcja Saybusch) przeprowadzona przez wojska niemieckie i hitlerowską policję w czasie okupacji Polski. Podczas pierwszej akcji która odbyła się 22 września 1940 wysiedlono ok. 20 000 mieszkańców powiatu żywieckiego na tereny Generalnego Gubernatorstwa i wprowadzono w ich miejsce w ramach niemieckiej akcji kolonizacyjnej Heim ins Reich ponad 3200 osadników niemieckich, głównie chłopów przesiedlonych z rumuńskiej Bukowiny. Do końca wojny z Żywiecczyzny i jej okolic wysiedlono w sumie około 50 000 osób, czyli blisko jedną trzecią mieszkańców.
Po wkroczeniu Armii Czerwonej przywrócono podział administracyjny sprzed wojny. Wysiedleni gospodarze mogli powrócić do swoich, często zrujnowanych, gospodarstw dopiero po zakończeniu wojny.

### Powiat żywiecki w okresie Polskiej Rzeczypospolitej Ludowej
W związku z połączeniem miast Bielska i Białej Krakowskiej zlikwidowano powiat bialski, który został podzielony między powiaty bielski, żywiecki i nowo powstały powiat oświęcimski. Do powiatu żywieckiego zostały włączone wsie Międzybrodzie Bialskie, Porąbka, Czaniec, Bujaków i Kobiernice.
W 1956 roku powstał powiat ze stolicą w Suchej Beskidzkiej. W jego granice weszły miejscowości z powiatu żywieckiego (Kuków, Hucisko, Pewelka, Kurów, Targoszów, Krzeszów, Stryszawa, Lachowice i Sucha Beskidzka) i wadowickiego. Był to powiat zbliżony powierzchniowo do dawnego powiatu makowskiego.
W roku 1975 zlikwidowano powiaty, a obszar dawnego powiatu żywieckiego włączony został do nowo utworzonego województwa bielskiego.

### Powiat żywiecki po 1989 roku
Podział na powiaty przywrócono w 1999 roku. Reaktywowano wszystkie powiaty sprzed 1975 roku, jednak w zmienionych granicach. Wtedy to powiat żywiecki został włączony do województwa śląskiego, mimo istniejących wcześniej projektów włączenia go razem z powiatem bielskim do województwa małopolskiego, a mimo oporu mieszkańców śląskiej części powiatu bielskiego, w przeprowadzonej w 1998 roku ankiecie 70% ludności powiatu żywieckiego opowiedziała się za przynależnością do województwa małopolskiego.

## Zabytki

### Żywiec
- Zamki, pałace i dwory:

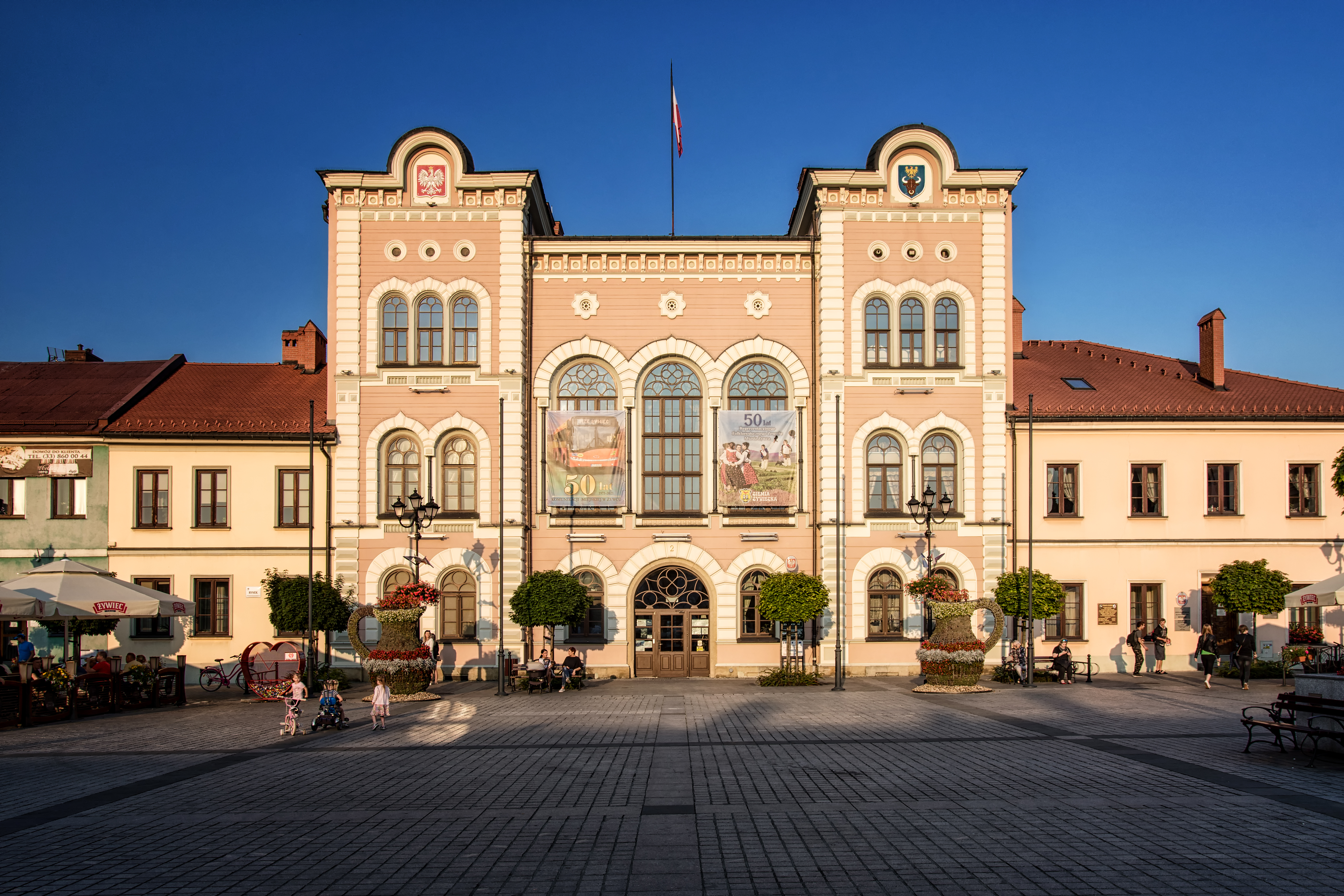
Ratusz w Żywcu

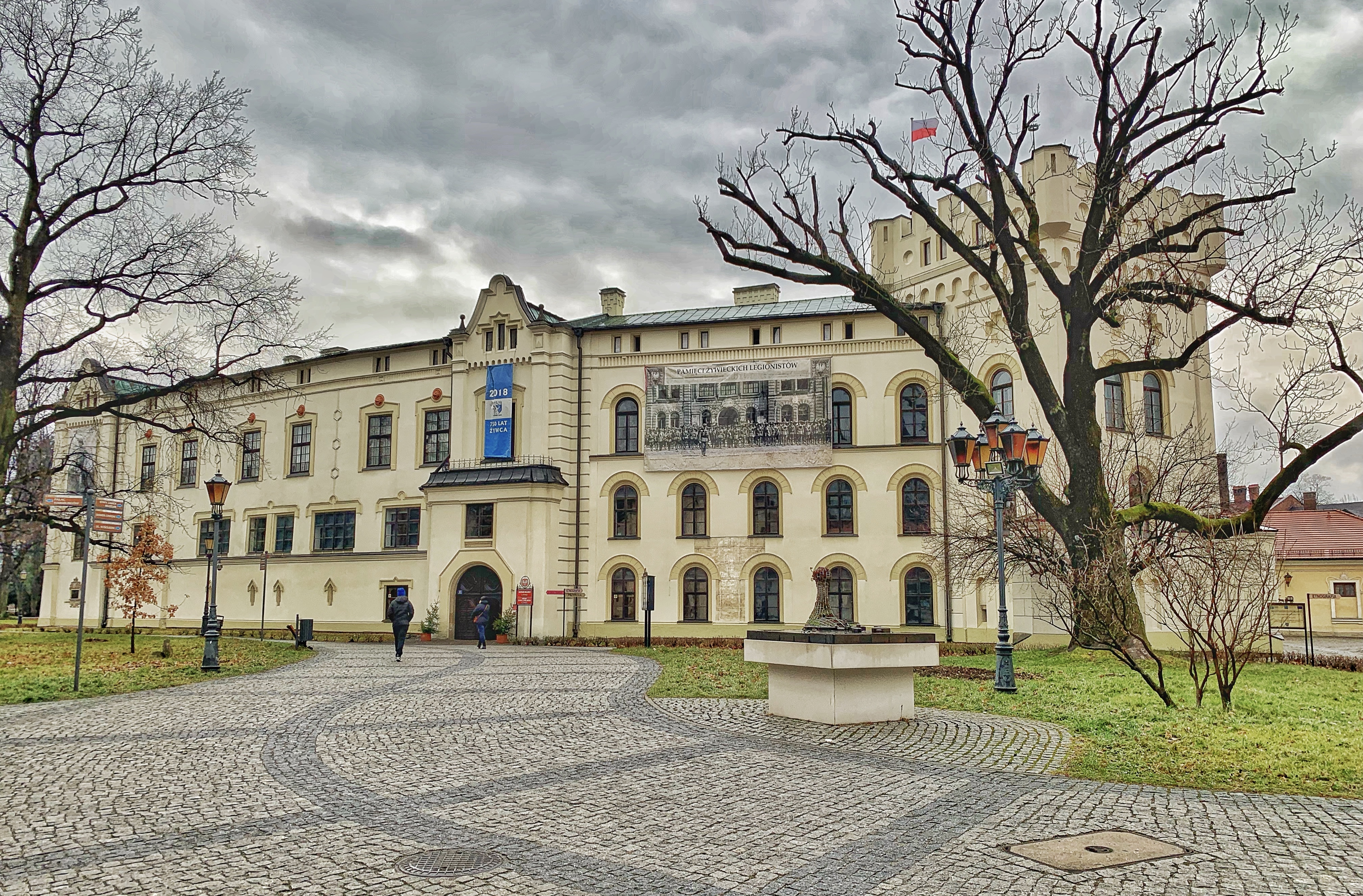
Stary Zamek w Żywcu

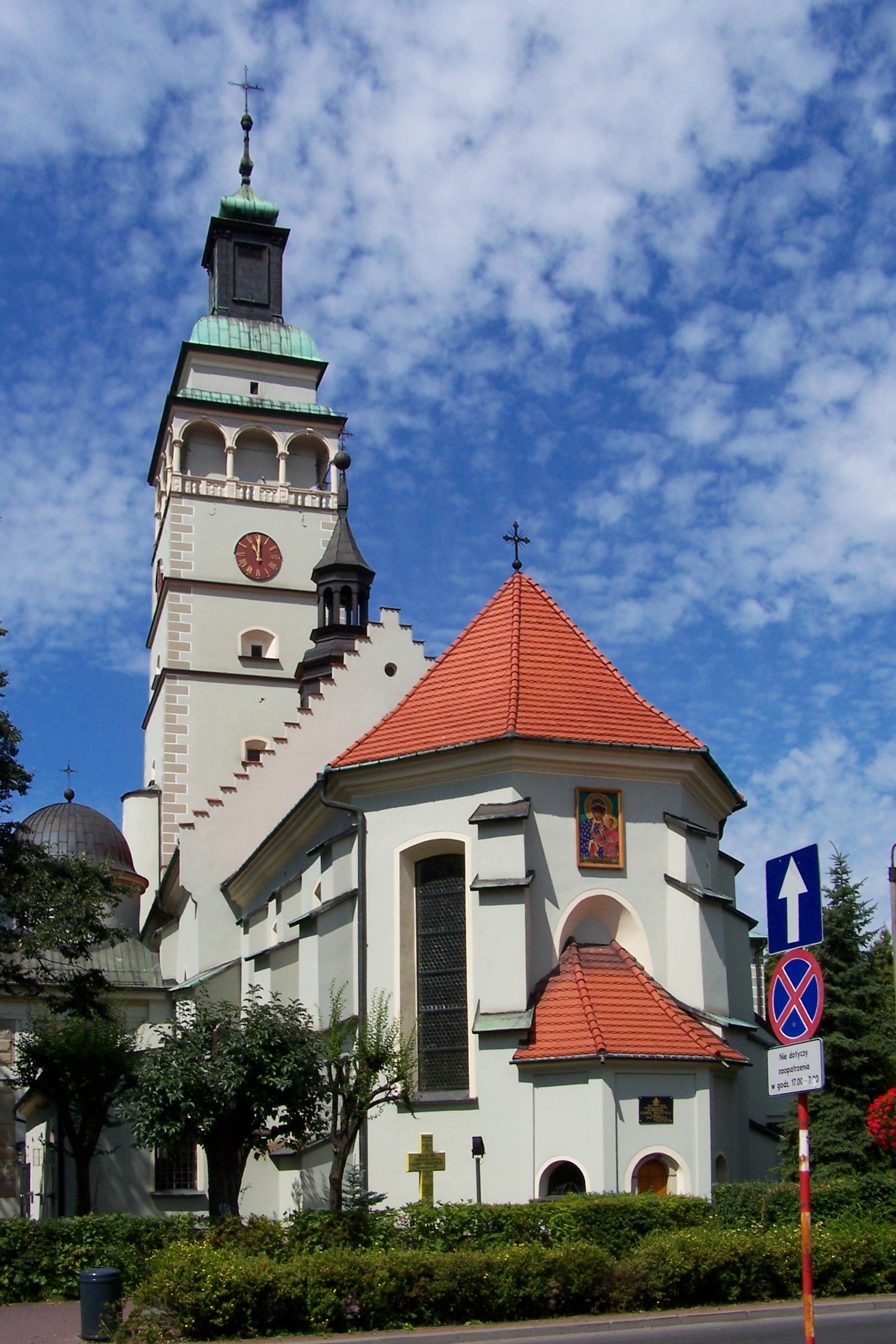
Konkatedra Narodzenia NMP w Żywcu

  - Stary Zamek – wzniesiony przez Komorowskich w latach 1485–1500, kilkukrotnie przebudowywany, obecny neogotycki wygląd efektem przebudowy przez Habsburgów w latach 1850–1870, siedziba Muzeum Miejskiego
  - Nowy Zamek – neoklasycystyczny pałac Habsburgów z lat 1893–1895, rozbudowany w latach 1906–1910
  - Dwór Kępińskich – budynek z 1828 r., przebudowany w latach 1910–1912, znajduje się w dzielnicy Moszczanica. W 1945 r. na bazie dworu i majątku powstała szkoła rolnicza.

- Kościoły i kaplice:
  - Konkatedra Narodzenia NMP – powstała w połowie XV wieku, wskutek licznych przebudów mieszana stylowo (dominuje gotyk i renesans)
    - Dzwonnica – wolnostojąca, kamienna, wzniesiona w latach 1723–1724

  - Kościół św. Krzyża – gotycki, powstały w 1428 r., wieża z r. 1910
  - Kościół św. Marka – neogotycki, wzniesiony w 1885 r. w miejscu wcześniejszej drewnianej świątyni
  - kościół cmentarny Przemienienia Pańskiego – barokowy, zbudowany w 1701 r.
  - Kaplica MB Nieustającej Pomocy – modernistyczna, powstała w 1933 r. w obecnej dzielnicy Kocurów-Koleby
  - Kościół św. Floriana – modernistyczny, zbudowany w latach 1935–1954 na Zabłociu
  - Kościół Chrystusa Króla – modernistyczny, z lat 1953–1958, położony w dzielnicy Sporysz

- Kamienice, wille i obiekty użyteczności publicznej:
  - Domek Chiński – dwukondygnacyjna XVIII-wieczna altana na wyspie w Parku Zamkowym
  - Ratusz – zbudowany w II poł. XIX w., swoją architekturą – łączącą neorenesans i neomauretanizm – przypomina synagogę
  - Budynek Zespołu Szkół Ekonomiczno-Gastronomicznych – gmach neorenesansowy zbudowany w 1880 r. przy obecnej ul. Mickiewicza, pierwotnie siedziba szkoły podstawowej
  - Szpital Powiatowy – zbudowany w 1888 r. w stylu neorenesansowym
  - Sąd Rejonowy – gmach neorenesansowy przy ul. Kościuszki, z końca XIX w., pierwotnie siedziba Zarządu Dóbr Arcyksiążęcych
  - Gmach „Sokoła” – secesyjny z 1904 r., położony przy al. Wolności
  - Budynek Gimnazjum nr 2 – gmach neobarokowy, wzniesiony w latach 1907–1909 przy ul. Zielonej, pierwotnie siedziba Szkoły Panieńskiej
  - I Liceum Ogólnokształcące – gmach neorenesansowy, zbudowany w latach 1905–1911 dla c. k. Wyższej Szkoły Realnej, położony przy ul. Słowackiego
  - Dawna remiza strażacka przy ul. Kościuszki – neogotycka, z 1910 r.
  - Hotel Munk – secesyjna kamienica przy ul. Dworcowej z 1900 r.

- Parki:
  - Park Zamkowy – założony przez Wielopolskich w końcu XVII w., przekomponowany w stylu angielskim przez Habsburgów na przełomie XIX i XX w.
  - Park Dworski – założony na przełomie XIX i XX wieku przy dworze w Żywcu-Moszczanicy

- Cmentarze:
  - Cmentarz przy kościele św. Marka – założony w 1591 r., zamknięty w 1797 r.
  - Cmentarz Przemienienia Pańskiego – założony w 1701 r.
  - Cmentarz żydowski – założony w połowie XIX wieku w Zabłociu, znajduje się na nim 500 macew z których najstarsza pochodzi z 1853 roku
  - Cmentarz Żołnierzy Radzieckich – powstał w 1948 roku w Moszczanicy, pochowano tam 1120 żołnierzy

- Pomniki:
  - Pomnik Grunwaldzki – odsłonięty w 1910 r., zburzony w 1939 r., odbudowany w oryginalnym kształcie w 2005 r.

### Gmina Czernichów
- Międzybrodzie Bialskie:
  - Kościół św. Marii Magdaleny – neoromański, wybudowany w latach 1859–1862.

### Gmina Gilowice
- Gilowice:

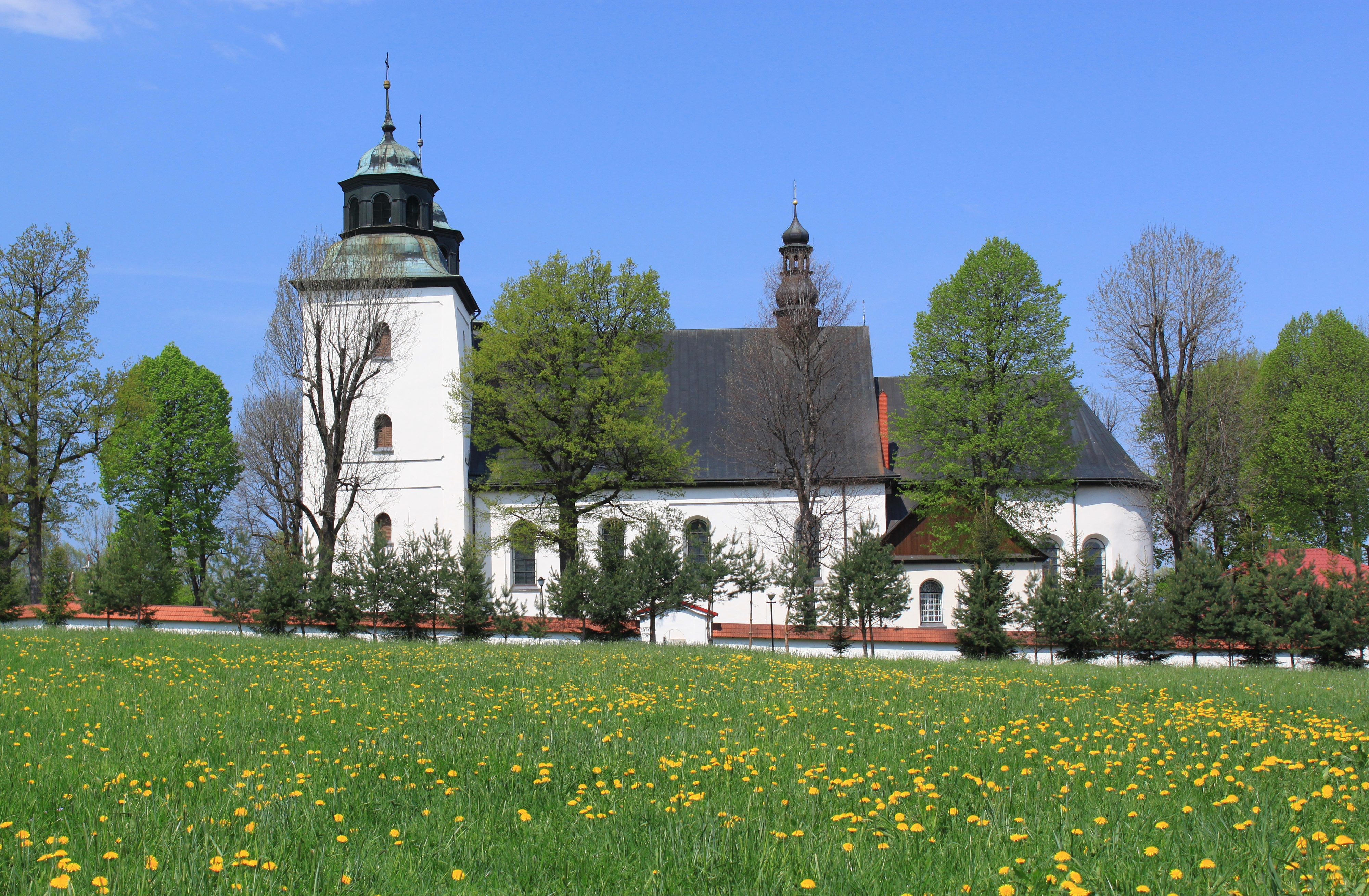
Sanktuarium Maryjne w Rychwałdzie

  - Kościół św. Andrzeja Apostoła – gotycki, drewniany, powstał w I poł. XIV w. w Rychwałdzie, przeniesiony w 1757 r.
- Rychwałd:
  - Sanktuarium Matki Bożej Rychwałdzkiej – Pani Ziemi Żywieckiej – barokowy kościół z 1756 r.

### Gmina Jeleśnia
- Jeleśnia:

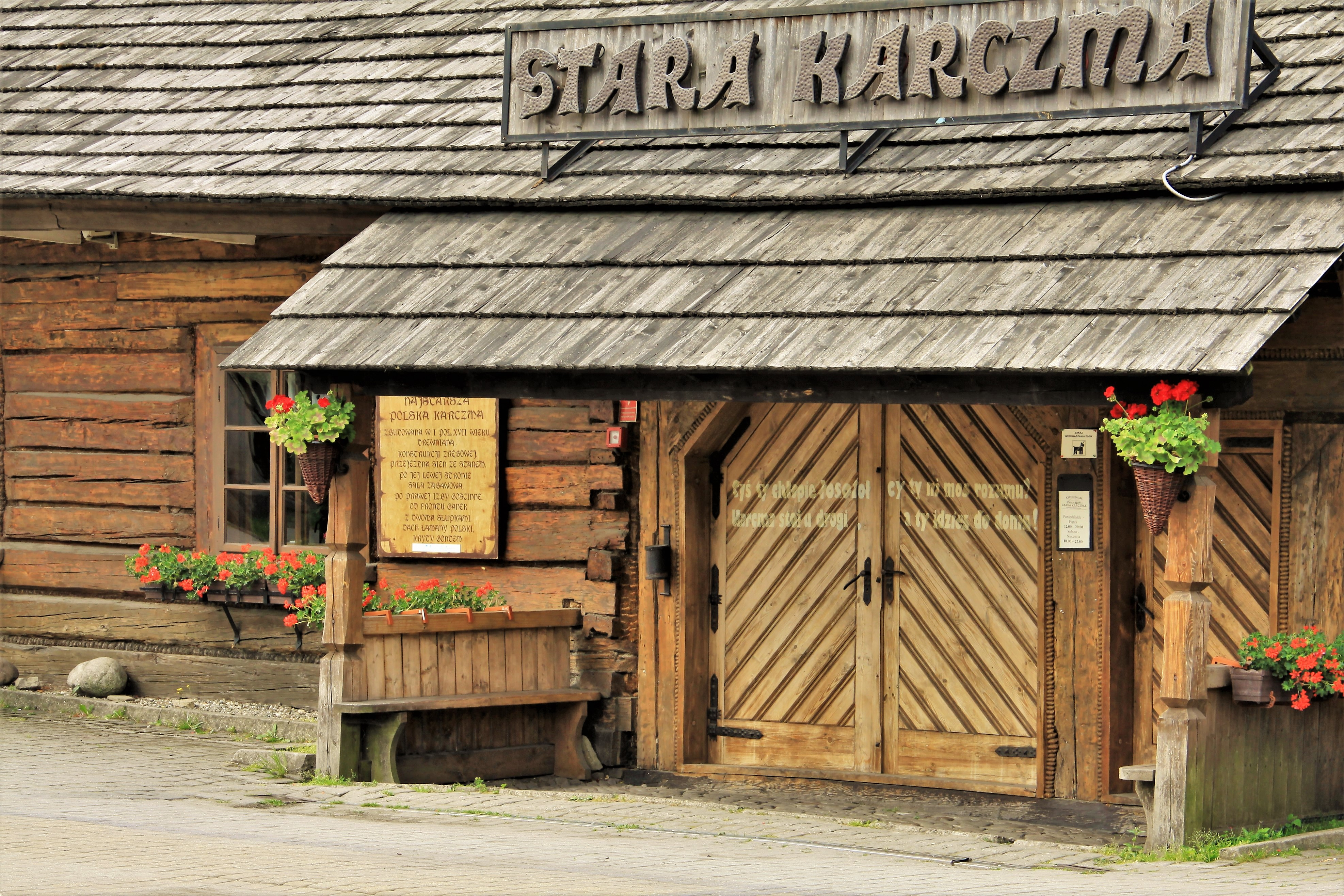
Karczma w Jeleśni

  - Kościół św. Wojciecha – barokowy, wzniesiony w I poł. XVII w.
  - Stara karczma – drewniana, prawdopodobnie z XVIII w.

### Gmina Lipowa
- Lipowa:
  - Kościół św. Bartłomieja – z barokowym obraz św. Sebastiana, wybudowany w 1896 r.
  - Kaplica w Dolnej Lipowej – zbudowana w 1862 roku, z renesansowym ołtarzykiem

### Gmina Łodygowice
- Łodygowice:

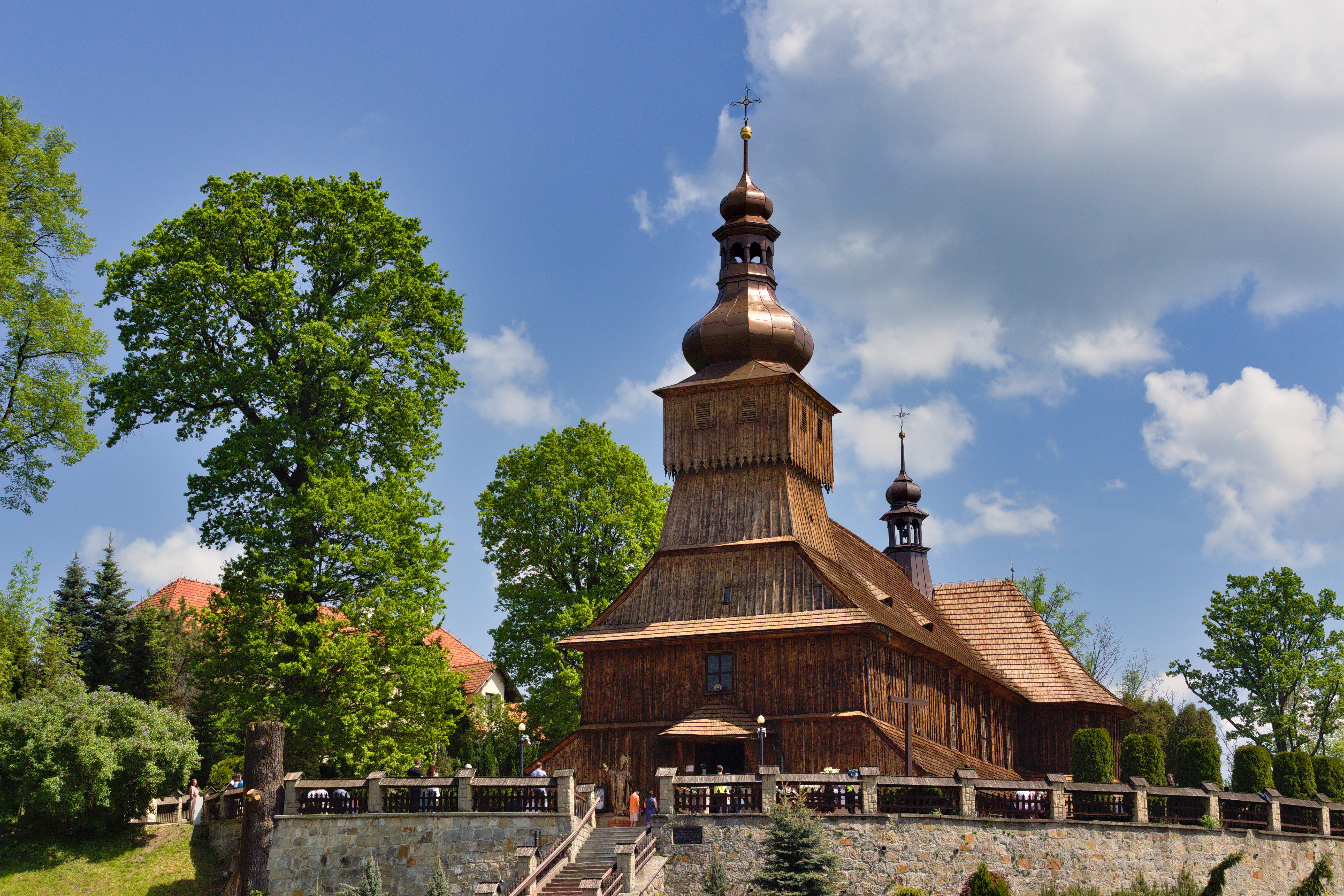
Kościół św. Szymona i św. Judy Tadeusza w Łodygowicach

  - Kościół św. Szymona i św. Judy Tadeusza – świątynia wzniesiona w latach 1634–1636 w konstrukcji zrębowej z drewna modrzewiowego
  - Dwór (Zamek łodygowicki) – wybudowany w 1631 r., otoczony parkiem, pełnił funkcje obronne, przebudowany w XIX w., widoczne pozostałości ziemnych bastionów, wałów oraz fosy

### Gmina Milówka
- Milówka:
  - Kościół Wniebowzięcia Najświętszej Marii Panny – styl narodowy, budowę ukończono w 1839 r.
  - Kaplica św. Antoniego – powstała na miejscu drewnianej kaplicy z XVII w., budowę rozpoczęto 1 września 1876 r.
  - Stara Chałupa – chałupa konstrukcji zrębowej z 1739 r., siedziba muzeum regionalnego
  - Cmentarz żydowski – powstał ok. 1891 r., ok. 120 zachowanych nagrobków
  - Pomnik na Sumowej Grapie – wybudowany w 1910 r. na wzniesieniu Sumowa Grapa z okazji rocznicy bitwy pod Grunwaldem
- Kamesznica:

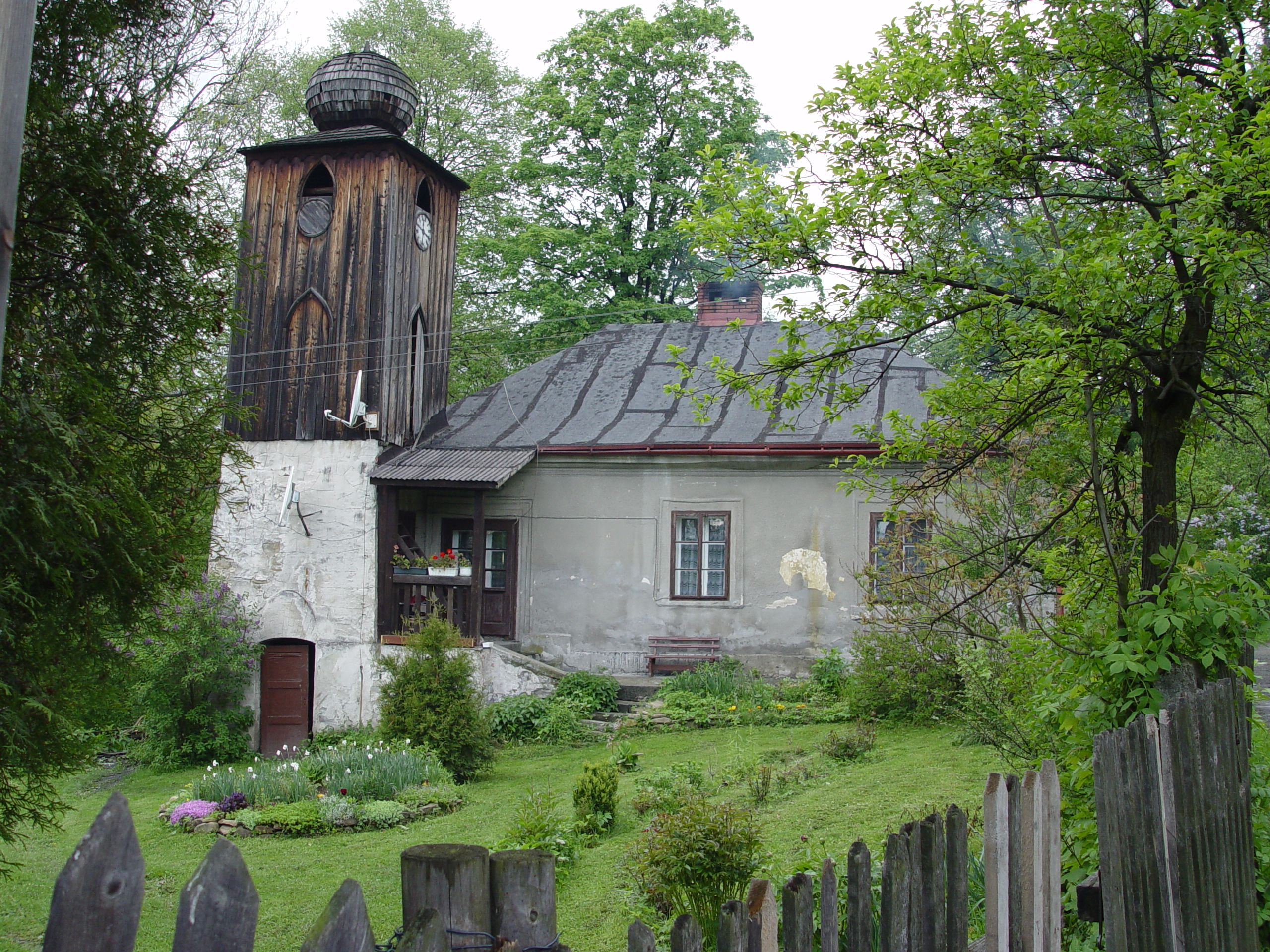
Dwór Potockich w Kamesznicy

- - Zespół pałacowo-dworski – powstały w latach 1830–1833:
    - Dwór Potockich – klasycystyczny, z 1833 r., parterowy, zbudowany na rzucie prostokąta, murowany i kryty gontem
    - Kaplica Matki Bożej Szkaplerznej – wzniesiona została z kamienia i cegły, kiedyś na rzucie prostokąta z zaokrągloną ścianą prezbiterium, kryta gontowym dachem, obecnie przebudowana
    - Kancelaria – budynek z czworoboczną, drewnianą wieżą zegarową nakrytą baniastym, gontowym hełmem
    - Park dworski – założony w stylu angielskim w naturalnej dolinie potoku
    - Suszarnia szyszek – obecnie budynek mieszkalny
- Laliki:
  - Kościół NMP Nieustającej Pomocy – drewniany z 1947 r., wnętrze wykonane przez miejscowych artystów ludowych
  - Kaplica Najświętszej Marii Panny (Na Pawlicznym) – murowana, z 1826 r., kryta gontem

### Gmina Radziechowy-Wieprz
- Radziechowy:
  - Kościół św. Marcina – wybudowany przed 1590 r. na miejscu drewnianej świątyni z 1390 r., wielokrotnie rozbudowywany, wystrój barokowy
  - Kaplica św. Anny (U Dziadka) – wzniesiona na przełomie XIX i XX w., poświęcona w 1907 r.
- Juszczyna:
  - Kościół Nawiedzenia NMP – drewniany, powstały w 1927 r.

### Gmina Rajcza
- Rajcza:

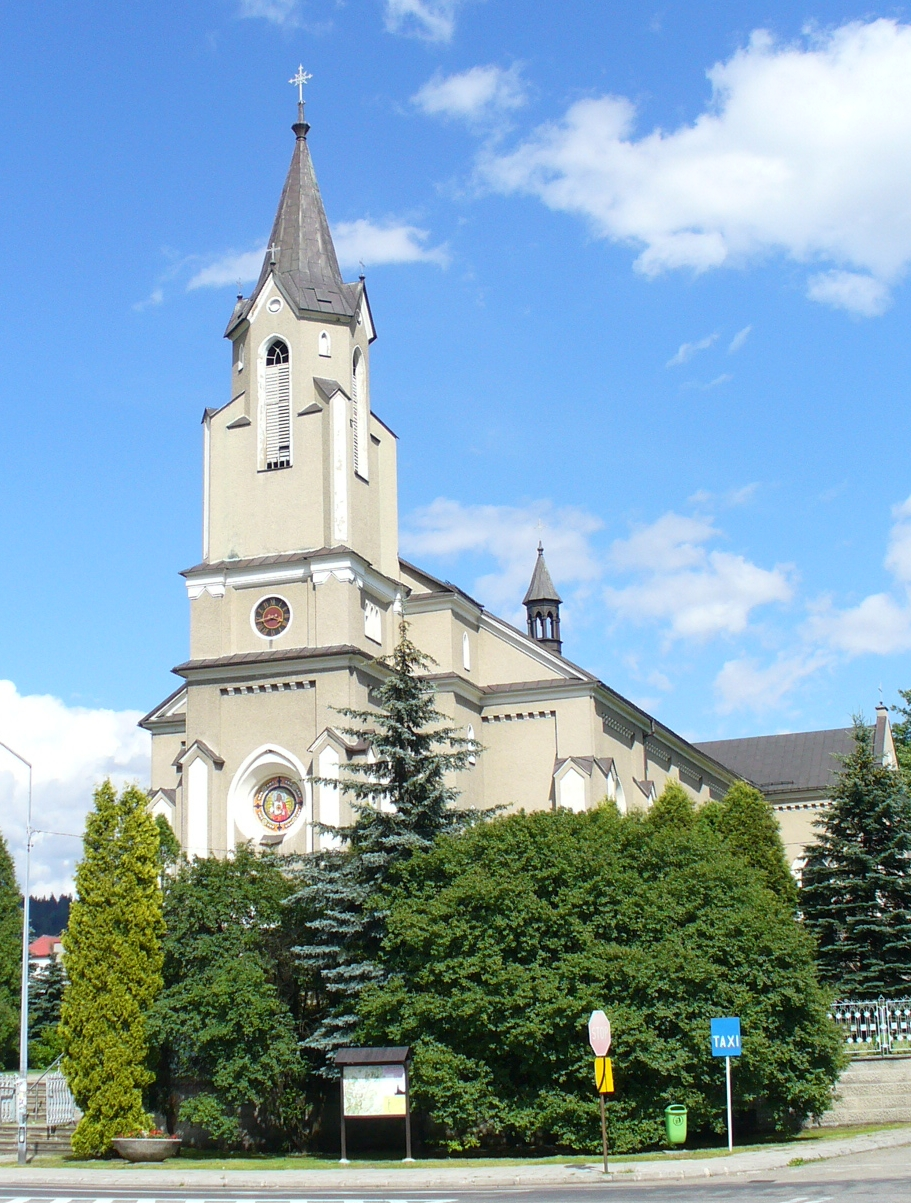
Kościół św. Wawrzyńca w Rajczy

  - Kościół św. Wawrzyńca i św. Kazimierza Królewicza – neoromańsko-neogotycki, wybudowany w 1890 r. na miejscu poprzedniego z 1674 r., z obrazem Matki Bożej podarowanym w 1669 r. przez króla Jana Kazimierza
  - Pałac Lubomirskich – z I poł. XIX w., później sprzedany Habsburgom, w 1916 r. przeznaczony na cele sanatoryjno-szpitalne, obecnie zakład opiekuńczo-leczniczy
  - Park pałacowy – o charakterze krajobrazowym, usytuowany u podnóży i na stoku wzgórza Compel
  - Dom rodzinny Konhauzerów – powstały pod koniec XIX w., dawny dom żydowski z wieżyczką
- Rycerka Górna:
  - Schronisko PTTK na Przełęczy Przegibek – drewniane, z 1923 r., na wysokości 1000 m n.p.m.
- Sól:
  - Dzwonnica – zbudowana w 1837 r., drewniana, ma kształt czworoboku i konstrukcję słupową
- Zwardoń:
  - Kościół Nawiedzenia Najświętszej Marii Panny – powstał w 1906 r. na miejscu kaplicy, później rozbudowany
  - Dworzec kolejowy – wybudowany w 1885 r. na wysokości 686 m n.p.m.
  - Schronisko PTTK „Dworzec Beskidzki” – drewniane, wybudowane w 1932 r., zniszczone w czasie II wojny światowej, odbudowane w 1948 r.

### Gmina Świnna
- Przyłęków:

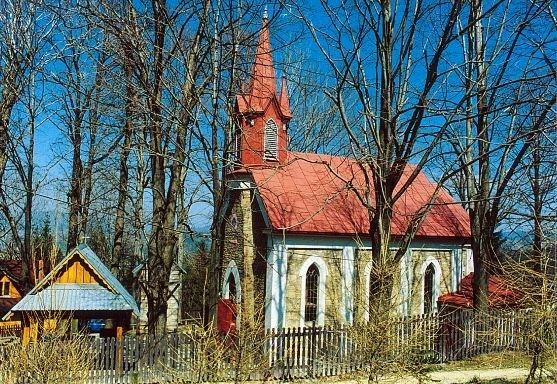
Sanktuarium w Przyłękowie

  - Sanktuarium NMP Wspomożenia Wiernych – kościół budowany w latach 1896–1902, rozbudowany w 1949 r.

### Gmina Węgierska Górka
- Węgierska Górka:
  - Schrony bojowe:

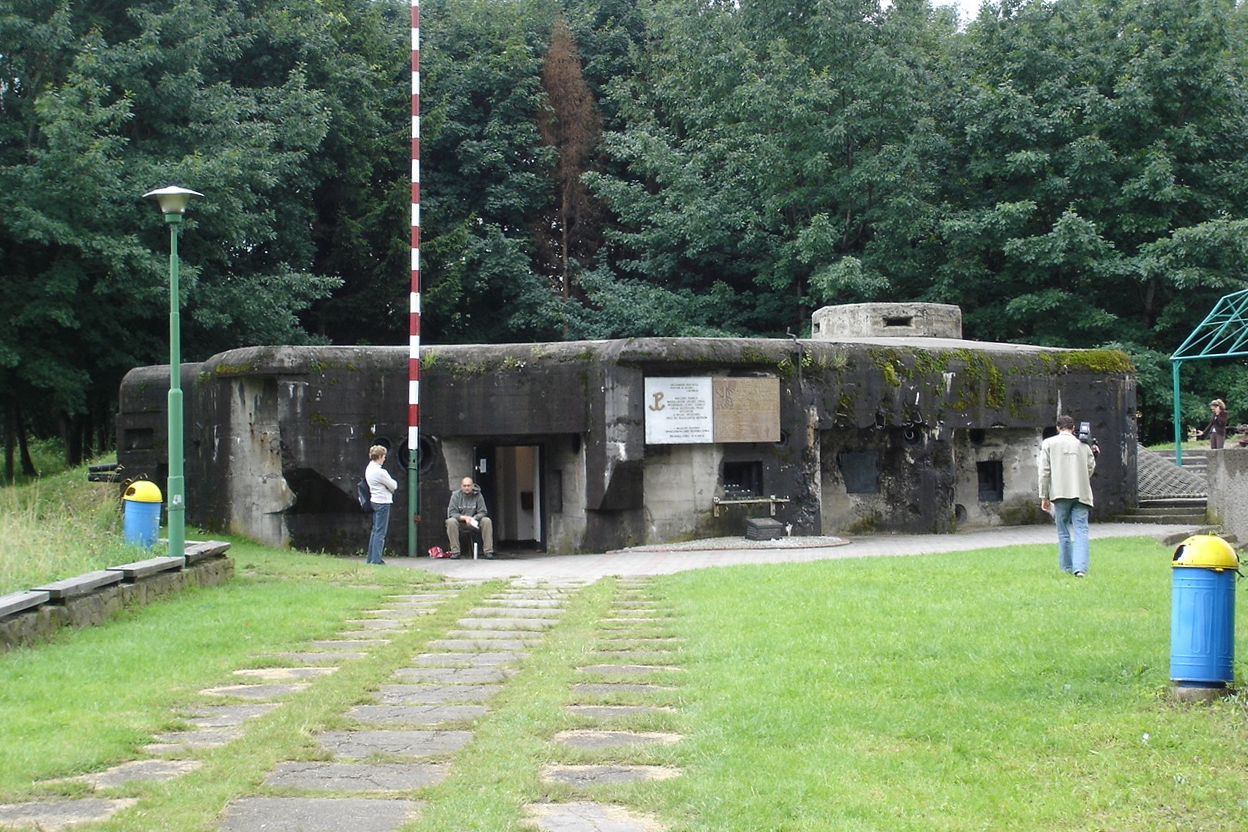
Schron „Wędrowiec” w Węgierskiej Górce

    - „Waligóra” – schron o uzbrojeniu artyleryjskim służący do ostrzeliwania podejść pod punkt oporu
    - „Wędrowiec” – ciężki schron piechoty, pełniący funkcje schronu dowodzenia oraz schronienia dla drużyny piechoty, obecnie w obiekcie mieści się muzeum
    - „Włóczęga” – obecnie wybudowany jest na nim dom.
    - „Wyrwidąb” – nie brał udziału w walce, ponieważ w chwili wybuchu wojny nie był jeszcze gotowy, uzbrojony i wyposażony, wojnę przetrwał w idealnym stanie, po wojnie Wojsko Polskie testowało na nim materiały wybuchowe, więc pozostaje najbardziej zniszczonym fortem.
- Cięcina:
  - Kościół św. Katarzyny – drewniany, powstał w 1542 r., rozbudowany 1666 – 1667 r. i w XIX w., wnętrze barokowe
- Żabnica:
  - Schron bojowy „Wąwóz” – ciężki betonowy schron bojowy z II wojny światowej

## Oświata

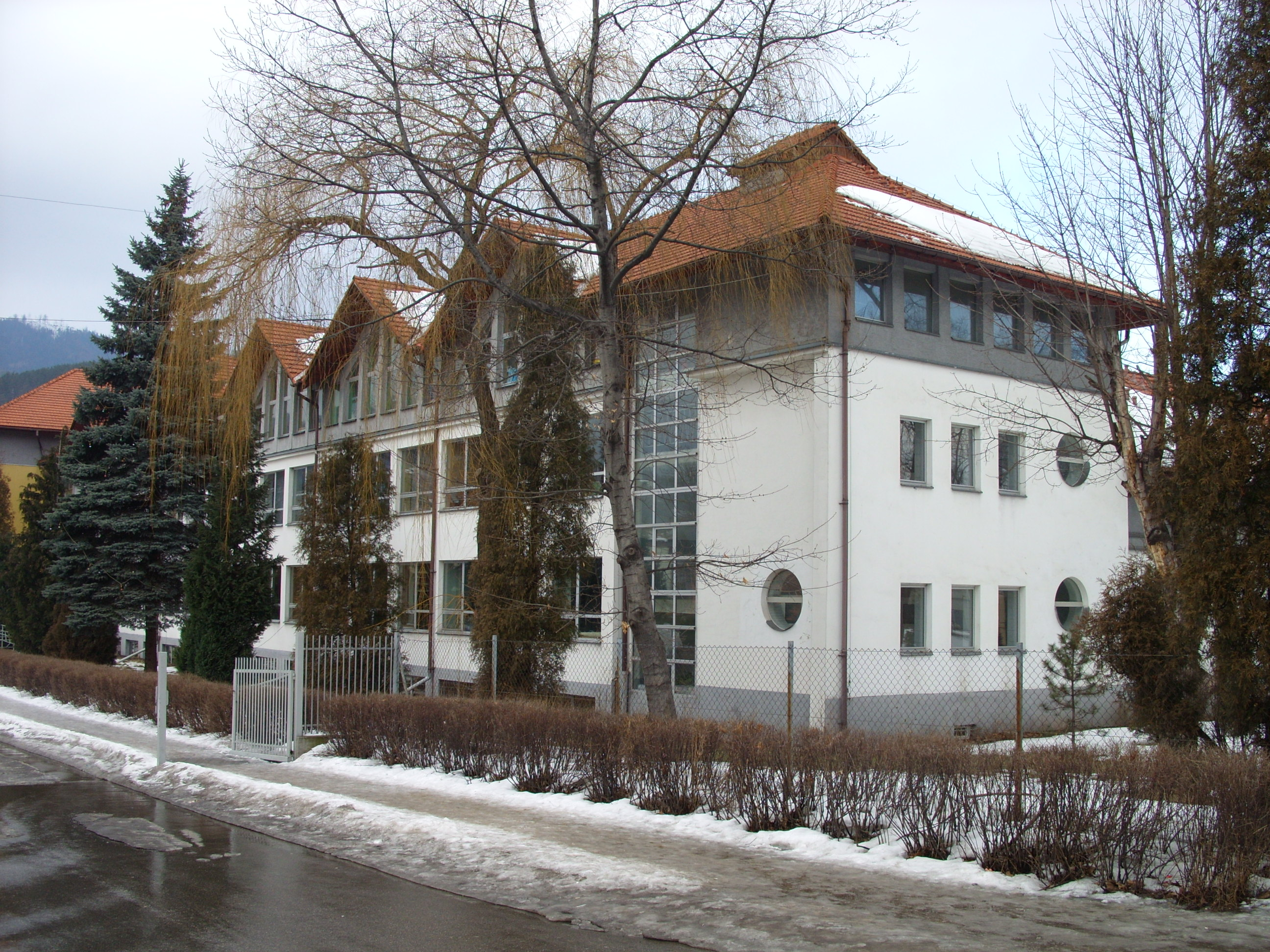
Szkoła Podstawowa w Węgierskiej Górce

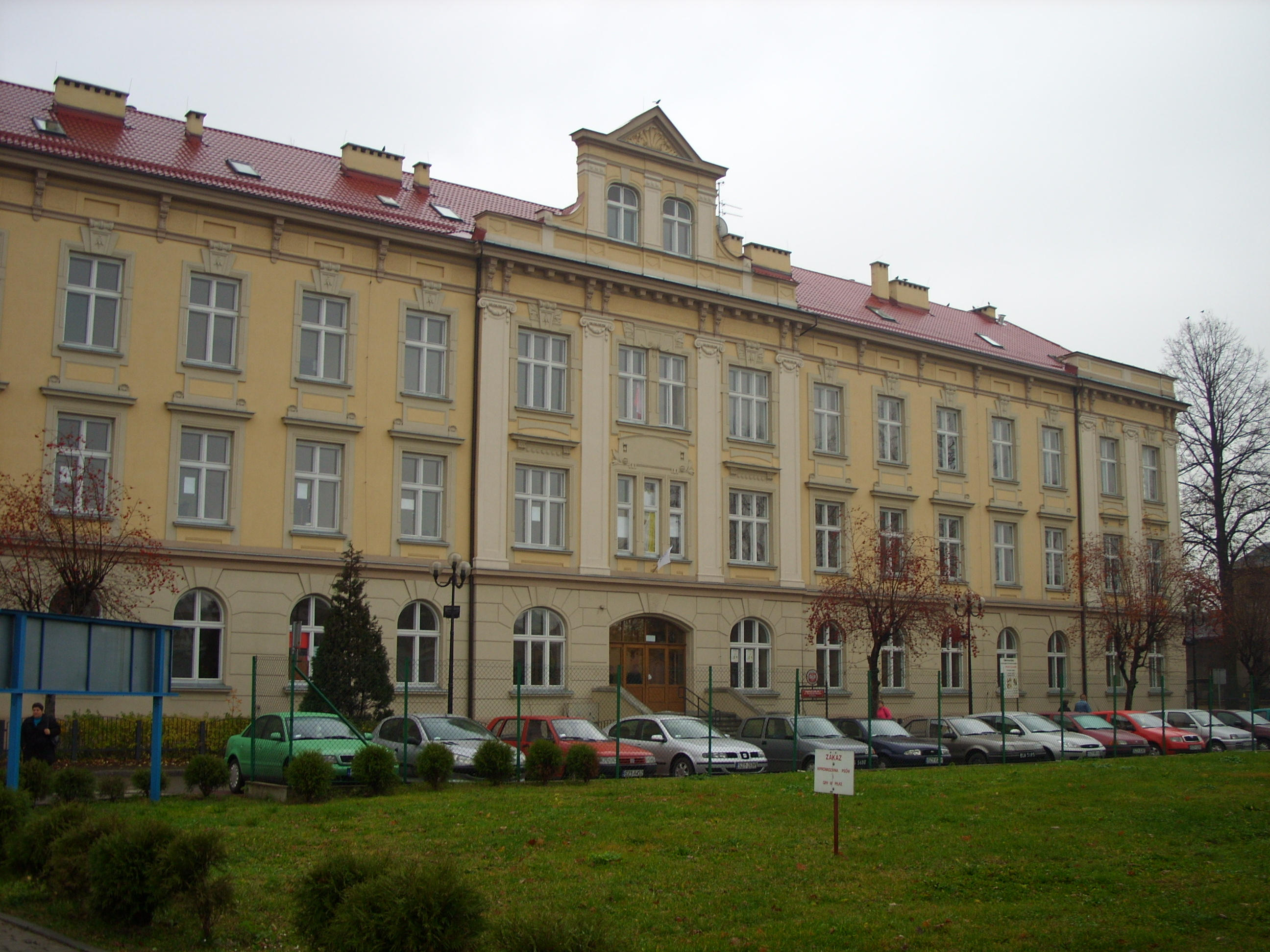
Szkoła Podstawowa nr 2 w Żywcu

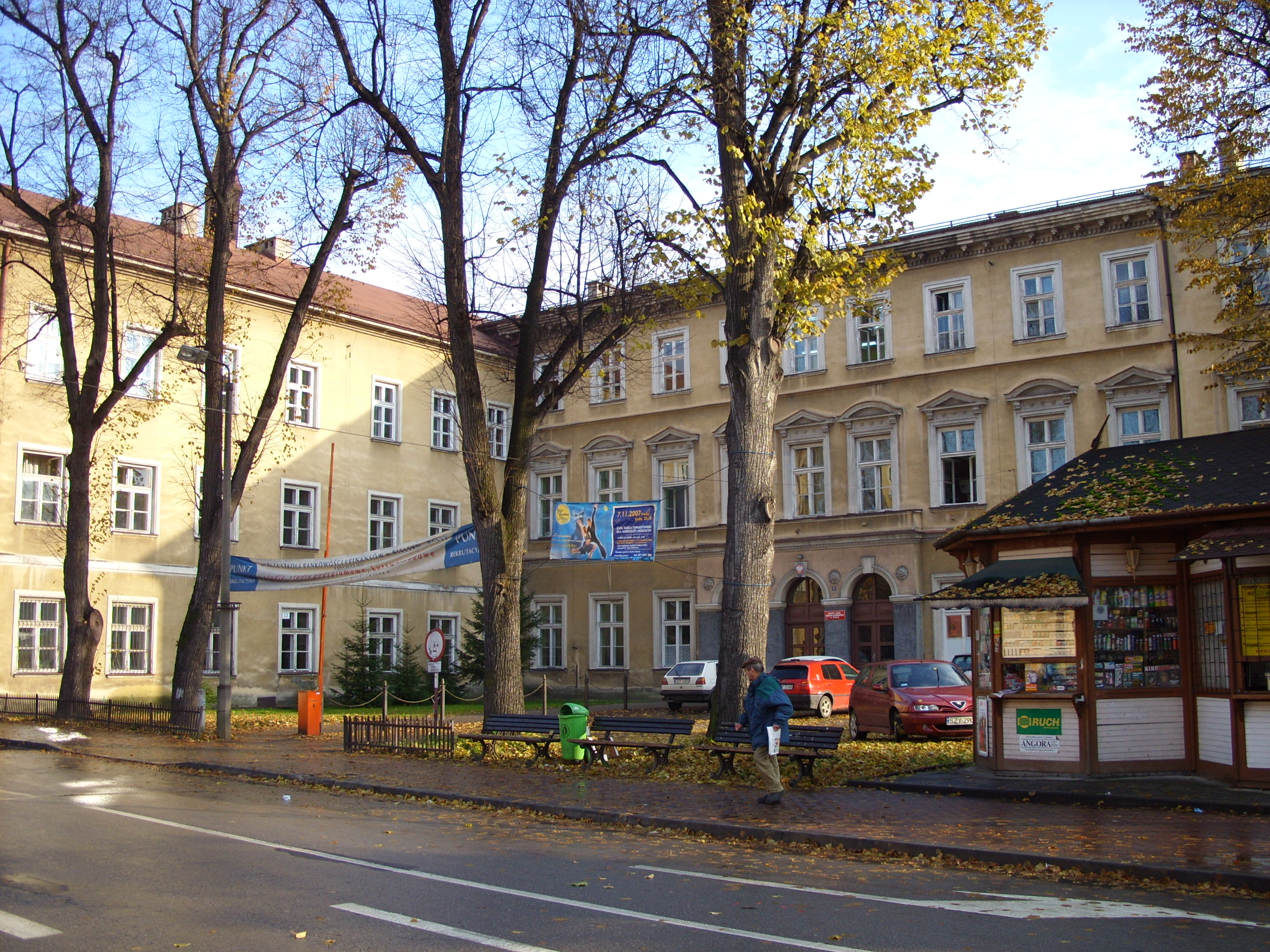
Zespół Szkół Ekonomiczno-Gastronomicznych w Żywcu

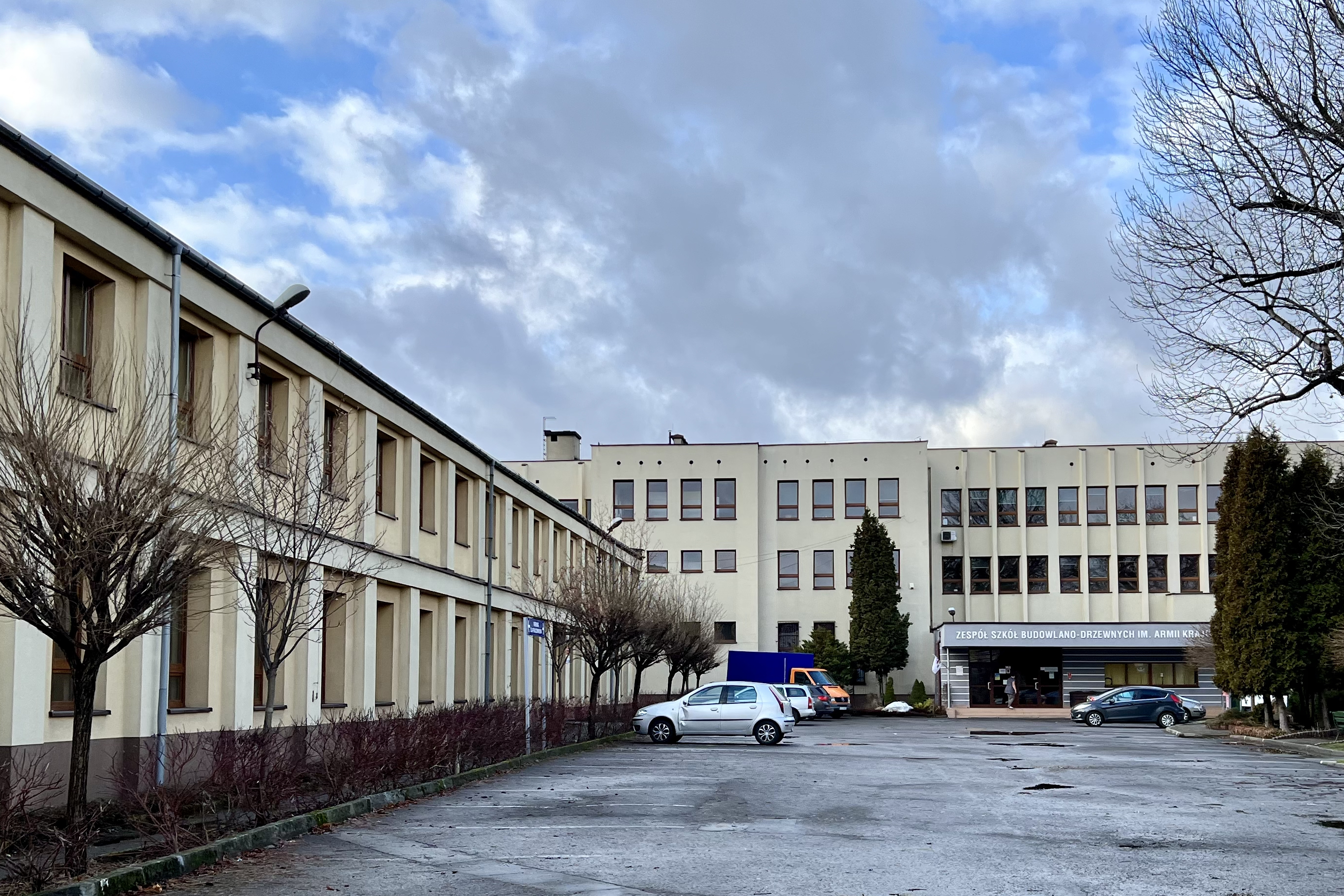
Zespół Szkół Budowlano-Drzewnych w Żywcu

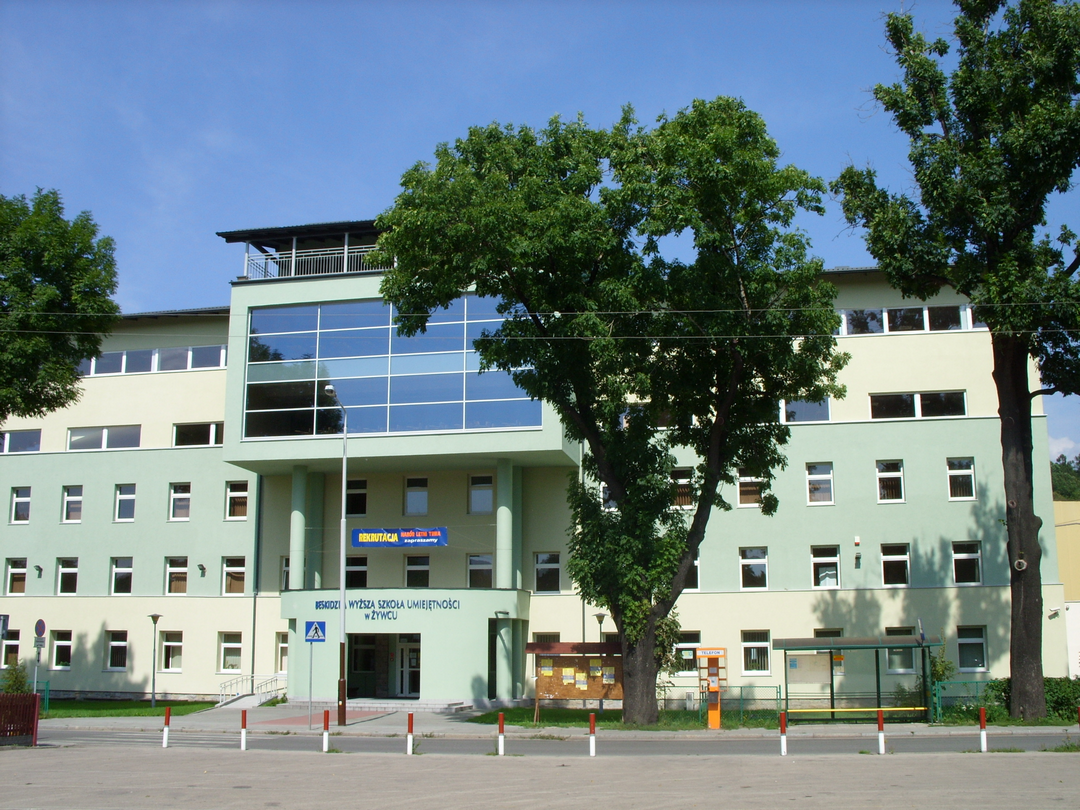
Beskidza Wyższa Szkoła Umiejętności

Sieć edukacyjną powiatu żywieckiego tworzy 75 szkół podstawowych, 40 gimnazjów, 30 szkół ponadgimnazjalnych oraz jedna szkoła wyższa, a także dwa zamiejscowe ośrodki dydaktyczne uczelni z Krakowa i Katowic:
| Szkolnictwo w powiecie żywieckim w roku szkolnym 2009/2010 |                            |       |                |
| Lp.                                                        | Rodzaj szkoły              | Ilość | Liczba uczniów |
| 1                                                          | Szkoła podstawowa          | 75    | 9890           |
| 2                                                          | Gimnazjum                  | 40    | 5987           |
| 3                                                          | Liceum ogólnokształcące    | 7     | 2057           |
| 4                                                          | Liceum profilowane         | 1     | 29             |
| 5                                                          | Technikum                  | 9     | 3489           |
| 6                                                          | Zasadnicza szkoła zawodowa | 9     | 1090           |

### Szkoły średnie

#### Łodygowice
- Liceum Ogólnokształcące – położone przy ul. Piłsudskiego 121, kształci uczniów na kierunkach: edukacja europejska, edukacja przyrodnicza i edukacja matematyczno-informatyczna.

#### Milówka
- Zespół Szkół Ogólnokształcących im. Marii Konopnickiej – przy ul. Dworcowej 17, otwarte w 1971 r., w skład zespołu szkół wchodzą: liceum ogólnokształcące, uzupełniające liceum ogólnokształcące i liceum ogólnokształcące dla dorosłych.
- Zespół Szkół – przy ul. Dworcowej 5, składa się z technikum ekonomicznego oraz technikum żywienia i gospodarstwa domowego, a także zasadniczej szkoły zawodowej kształcącej w zawodzie kucharz małej gastronomii.

#### Węgierska Górka
- Zespół Szkół Zawodowych i Ogólnokształcących im. prof. Jerzego Buzka przy ul. Kościuszki 14 – powstała z inicjatywy profesorów Akademii Górniczo-Hutniczej jako dwuletnia Szkoła Przemysłowa Odlewnicza 1 października 1945. Szkoła kształciła kadry dla potrzeb odlewni żeliwa. W latach 60. nawiązano współpracę z Fabryką Samochodów Małolitrażowych w Bielsku-Białej. W roku 1971 rozpoczęto kształcenie w zawodzie mechanik pojazdów samochodowych. W 1973 r. rozpoczęło działalność Technikum Odlewniczo-Mechaniczne dla Pracujących, a w 1976 roku studium zawodowe administracyjno-biurowe, filia Zespołu Szkół Ekonomiczno-Gastronomicznych w Żywcu. W dniu 1 września 1983 rozpoczęto naukę w pięcioletnim technikum odlewniczym. W 2002 r. rozpoczęto zajęcia w nowej siedzibie szkoły. Rok później szkoła zmieniła nazwę na Zespół Szkół Zawodowych i Ogólnokształcących, w skład którego wchodzą liceum ogólnokształcące, technikum i zasadnicza szkoła zawodowa.

#### Żywiec
- I Liceum Ogólnokształcące im. Mikołaja Kopernika – przy ul. Słowackiego 2, założone 1 września 1904 roku jako Szkoła Realna w Żywcu. W 1910 roku stała się Siedmioklasową Wyższą Szkołą Realną. W tymże roku wprowadzono klasy koedukacyjne. W latach 30. powołano Państwowe Gimnazjum i Liceum im. Mikołaja Kopernika w Żywcu, które w 1949 roku zostało zamienione na jedenastoletnią szkołę ogólnokształcącą. W 2009 roku połączone z II Liceum Ogólnokształcącym.
- Zespół Szkół Agrotechnicznych i Ogólnokształcących im. J. Piłsudskiego – przy ul. Moszczanickiej 9, początki szkoły sięgają 1945 roku, kiedy to rozpoczęło działalność w Moszczanicy Żeńskie Gimnazjum Rolnicze i Jednoroczna Szkoła Gospodarstwa Wiejskiego. W roku szkolnym 1949/1950 przybrało nazwę Liceum Rolniczego, w 1953 roku przekształcone zostało w czteroletnie Technikum. W roku 1970 otwarto internat. Z okazji pierwszego zjazdu absolwentów w 1977 roku szkole nadano imię prof. Teodora Marchlewskiego. 1 września 2006 roku patronem szkoły został Józef Piłsudski. Zespół szkół składa się z liceum ogólnokształcącego, technikum, technikum uzupełniającego i zasadniczej szkoły zawodowej.
- Zespół Szkół Budowlano-Drzewnych im. Armii Krajowej – przy ul. Szkolnej 2, powstała 1 września 1887 jako Krajowa Szkoła Przemysłowa Dla Stolarstwa i Zabawek. Później dokonano zmiany nazwy na Uzupełniająca Szkoła Przemysłowa. Do 1914 roku szkoła kształciła tylko chłopców. W 1925 roku dokonano kolejnej zmiany nazwy szkoły Publiczna Szkoła Zawodowa Dokształcająca. Szkoła od 1956 roku podjęła kształcenie młodzieży w 50 zawodach. Dokonano też zmiany nazwy szkoły na Zasadniczą Szkołę Zawodową, która utrzymała się do 1975 roku, w którym to przekształcono ją w Zespół Szkół Budowlano-Drzewnych, w którego skład wchodzi obecnie technikum i zasadnicza szkoła zawodowa.
- Zespół Szkół Drzewnych i Leśnych – przy ul. Zamkowej 4, powołanie szkoły w 1946 roku uzasadniono koniecznością przygotowania kadr przemysłu drzewnego. Pierwsi absolwenci opuścili szkołę w 1948 roku. Obecnie składa się z technikum i szkoły policealnej.
- Zespół Szkół Ekonomiczno-Gastronomicznych – przy ul. Mickiewicza 6, szkoła powstała w 1936 roku jako Miejska Jednoroczna Szkoła Przysposobienia Kupieckiego, później przekształcona w Miejskie Gimnazjum Kupieckie. W 1956 utworzono Technikum Ekonomiczne i Zasadniczą Szkołę Handlową, a w 1966 roku wprowadzono klasy o profilu gastronomicznym.
- Zespół Szkół Mechaniczno-Elektrycznych – początki szkoły sięgają założonej 1 września 1947 r. Szkoły Przyzakładowej Przysposobienia Przemysłowego, która w 1951 roku zmieniła nazwę na Państwowa Szkoła Przemysłowa. 1 września 1952 nazwę szkoły zmieniono na Technikum Mechaniczne i Zasadnicza Szkoła Metalowa Ministerstwa Hutnictwa. W latach 1976–1982 w budynku szkoły mieściła się Filia Politechniki Krakowskiej.
- Zespół Szkół Samochodowych – przy ul. Grunwaldzkiej 10, powstał w roku 1961, kiedy to utworzono Zasadniczą Szkołę Zawodową przy Przedsiębiorstwie Państwowym PKS w Żywcu. W 1985 roku uruchomione zostaje 5-letnie Technikum Samochodowe. Obecną nazwę szkoła otrzymała w 1993.

### Uczelnie
- Beskidzka Wyższa Szkoła Umiejętności – przy ul. Grunwaldzkiej 5 w Żywcu, jest to niepaństwowa wyższa szkoła zawodowa działająca od 2000 roku, kształcąca studentów na kierunkach: turystyka i rekreacja, administracja, fizjoterapia, wychowanie fizyczne, pielęgniarstwo i kosmetologia.
- Górnośląska Wyższa Szkoła Handlowa im. Wojciecha Korfantego w Katowicach – ośrodek dydaktyczny w Żywcu, prowadzi studia licencjackie na kierunku zarządzanie.
- Uniwersytet Rolniczy im. Hugona Kołłątaja w Krakowie – ośrodek dydaktyczny w Milówce

## Bezpieczeństwo i infrastruktura socjalna

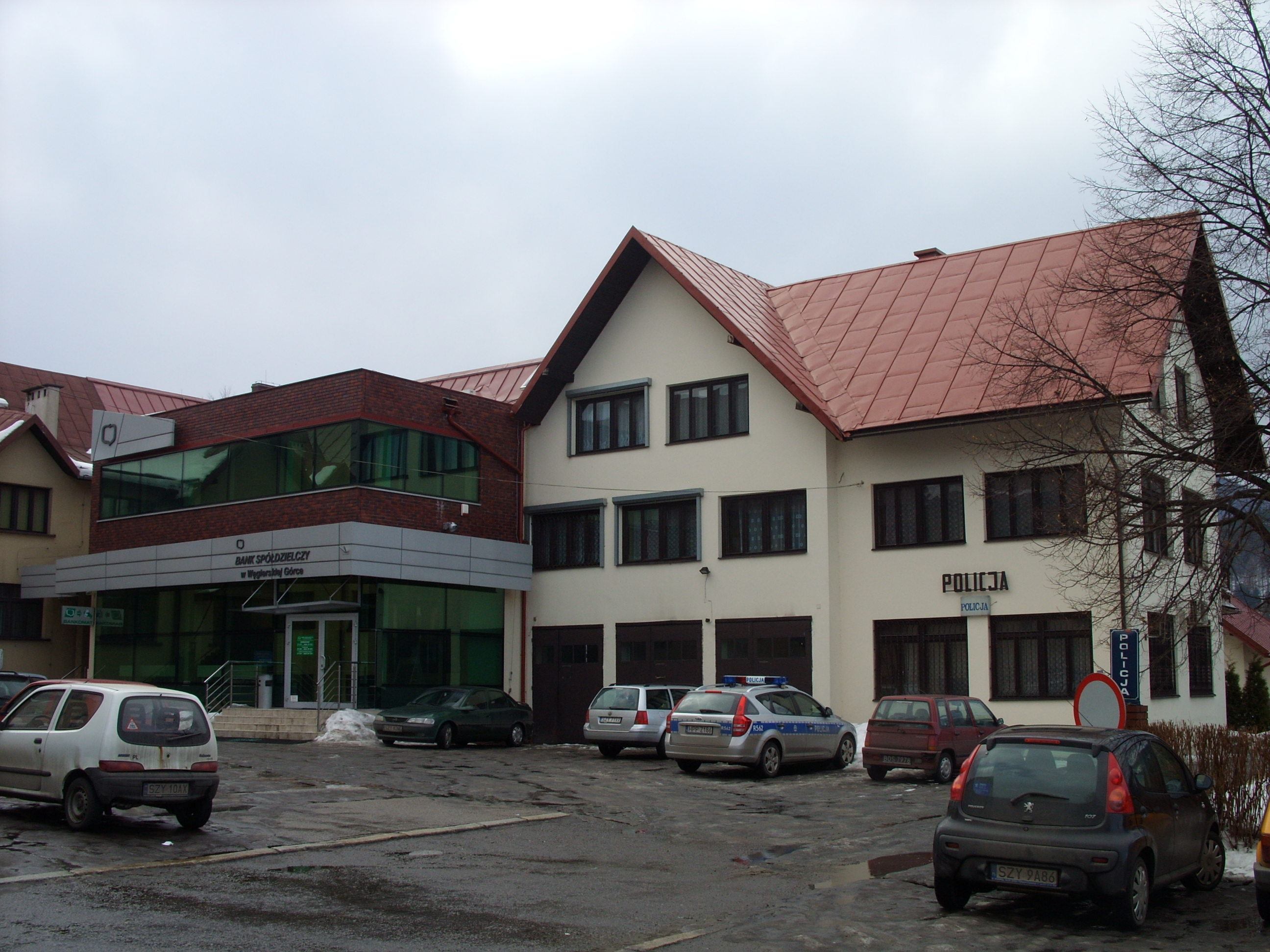
Komisariat Policji w Węgierskiej Górce

### Policja
Powiat żywiecki jest powiatem relatywnie bezpiecznym, o wskaźniku przestępstw niższym od średniego w Polsce. W 2005 roku gmina Milówka została uhonorowana laurem „Bezpieczna Gmina”. W powiecie funkcjonuje pięć komisariatów policji (dwa w Żywcu, po jednym w Węgierskiej Górce, Jeleśni, Łodygowicach, Rajczy i Milówce). Siedziba Powiatowej Komendy Policji znajduje się w Żywcu przy al. Piłsudskiego. Na wyposażeniu policja ma ok. 30 samochodów.

### Straż Pożarna
Powiatowa Państwowa Straż Pożarna przy ul. Objazdowej w Żywcu-Zabłociu zatrudnia 66 osób w Jednostce Ratowniczo-Gaśniczej i dysponuje trzema pojazdami gaśniczymi. Ponadto na terenie powiatu żywieckiego działają 64 jednostki Ochotniczej Straży Pożarnej, w której działa 3000 ochotników.

### Górskie i Wodne Ochotnicze Pogotowie Ratunkowe
Bezpieczeństwo w górach Beskidu Żywieckiego, Małego i Śląskiego zapewniają 42 stacje ratunkowe działające w okresie zimowym oraz pięć całorocznych. Beskidzkie Wodne Ochotnicze Pogotowie Ratunkowe Oddział Żywiec zajmuje się zapewnieniem bezpieczeństwa osobom przebywającym nad Jeziorem Żywieckim.

### Monitoring przeciwpowodziowy
Lokalny System Monitoringu i Ostrzeżeń Powodziowych dla Powiatu Żywieckiego jest koordynowany przez centrum zarządzania kryzysowego z siedzibą w Żywcu przy ul. ks. S. Słonki. Skupiono się przede wszystkim na możliwości prognozowania wielkości przepływu wody w korytach rzecznych w oparciu o posiadane dane z 23 stacji opadowych. Działa również 15 posterunków wodowskazowych, a pomiary są przeprowadzane z częstotliwością co 10 minut.

### Opieka zdrowotna
Ochrona zdrowia w powiecie żywieckim jest zapewniana przez działalność publicznych i niepublicznych zakładów opieki zdrowotnej, które uzupełniane są przez zakłady zajmujące się opieką nad przewlekle chorymi: Samodzielny Publiczny Zakład Opiekuńczo Leczniczy w Rajczy oraz Państwowy Zakład Opiekuńczo-Leczniczy w Międzybrodziu Żywieckim. Głównym obiektem służby zdrowia jest Szpital Powiatowy w Zespole Zakładów Opieki Zdrowotnej w Żywcu przy ul. Sienkiewicza, dysponujący dziesięcioma oddziałami z łącznie 344 miejscami.
Przy ul. Żeromskiego w Żywcu znajduje się siedziba pogotowia ratunkowego, obejmującego swoim zasięgiem cały powiat żywiecki.
W 2004 roku na terenie powiatu funkcjonowało 36 zakładów podstawowej opieki zdrowotnej oraz 77 zakładów specjalistyki.

### Opieka socjalna
Opieką socjalną w powiecie zajmuje się Miejski Ośrodek Pomocy Społecznej w Żywcu przy ul. Sienkiewicza prowadzący żłobek przy ul. Jana oraz poszczególne Gminne Ośrodki Pomocy Społecznej. Ponadto Żywcu przy ul. Śliżowy Potok działa Dom Pomocy Społecznej, przy ul. Kopernika – Powiatowy Dom Dziecka, a przy ul. ks. S. Słonki – Powiatowe Centrum Pomocy Rodzinie. Na terenie powiatu działają cztery Rodzinne Domy Dziecka.

### Inspekcje
Za bezpieczeństwo publiczne odpowiedzialne są następujące inspekcje:
- Powiatowa Stacja Sanitarno-Epidemiologiczna przy ul. Krasińskiego w Żywcu prowadząca nadzór nad zdrowiem publicznym.
- Powiatowy Inspektorat Weterynarii przy ul. Folwark, zapewnia ochronę zdrowia zwierząt i bezpieczeństwo produktów pochodzenia zwierzęcego[23].

## Religia

### Husytyzm
Ruch husucki działał na terenie Żywiecczyzny na początku XV wieku. W latach 1420–1428 husyci przebywali w Żywcu, gdzie opanowali Kościół św. Krzyża, zwrócony później katolikom.

### Judaizm

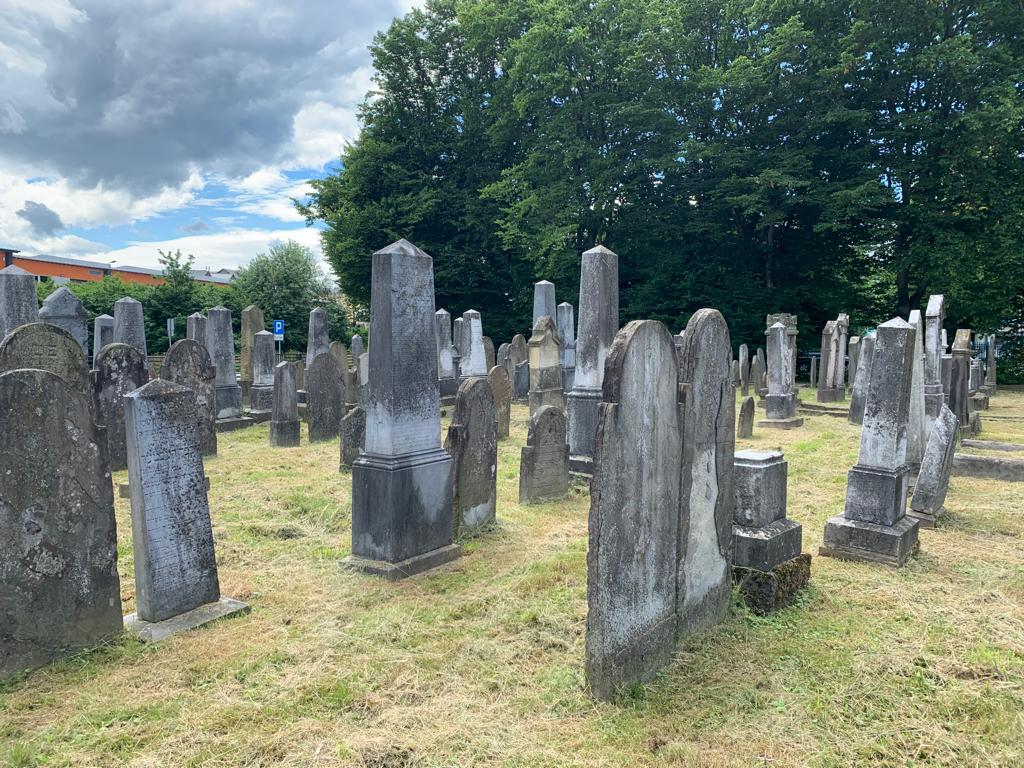
Cmentarz żydowski w Żywcu

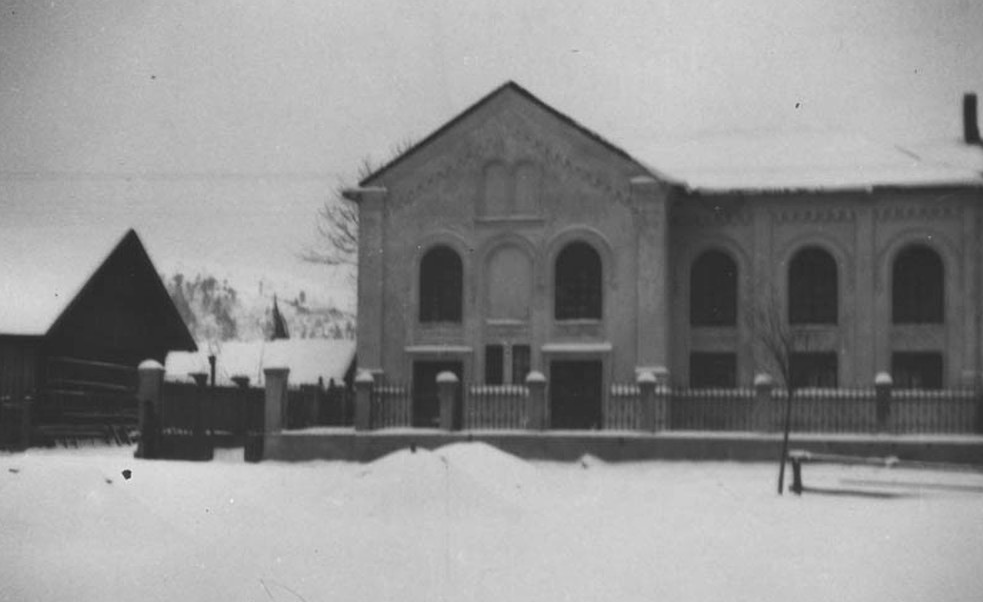
Synagoga w Milówce

Pierwsze informacje na temat Żydów w Żywcu pochodzą z początku XVII wieku, kiedy wielu wyznawców judaizmu schroniło się w mieście po ucieczce ze Śląska. Jednak 5 marca 1626 roku królowa Konstancja Habsburżanka nadała Żywcowi przywilej „De non tolerandis Judaeis”, na mocy którego zabronione zostało tam osadnictwo żydowskie. Mimo tego, w 1637 roku w mieście znajdowały się dwie synagogi, a trzecia funkcjonowała przy browarze zamkowym, natomiast żydowski cmentarz położony był u zbiegu obecnych ulic Żeromskiego i Brackiej lub w okolicy Lasu św. Wita. Według informacji z 1701 roku do żywieckiej synagogi przybywało wielu Żydów spoza miasta. Bogatsi z nich zajmowali się prowadzeniem karczm, szynków i składów piwa. W XVIII wieku przywilej królowej Konstancji został potwierdzony przez cesarza Józefa II, jednak została dodana klauzula zezwalająca na zamieszkiwanie Żyda w mieście, o ile urodzi się na jego terenie. W 1791 doszło do zamieszek antysemickich. W 1803 roku zakazano stawiania przez Żydów budynków w mieście, a te już istniejące miały zostać wykupione i przekazane władzom miejskim. W 1839 Żywca nie zamieszkiwała żadna osoba wyznania mojżeszowego, jednak w 1855 roku było ich już 172. Z XIX wieku pochodzą wzmianki o wypędzeniach Żydów z miasta. Mimo tego, żywieckie gimnazjum pozostawało otwarte dla uczniów różnych wyznań, a w latach 1911–1933 jedynym nauczycielem religii był rabin.
Zakaz osiedlania się Żydów w mieście doprowadził do powstania ich skupisk w podżywieckich wsiach Isep, Sporysz i Zabłocie. Ostatnią z nich zamieszkiwało w 1921 roku 624 Żydów. Powstała tam synagoga reformowana oraz oddzielna bożnica dla Chasydów. W 1884 założono szkołę żydowską, a w 1899 roku – koło syjonistyczne. W Zabłociu działał Żydowski Dom Ludowy (otwarty w 1926 roku), stadion klubu sportowego Makabi oraz kirkut. Popularne były zabłockie sklepy i restauracja prowadzone przez Żydów, jak choćby sklep kolonialny Tugenthata, sklep papierniczy sióstr Kohn, restauracja „Pod Góralem”, knajpa Mamera, drukarnia Ferbera, czy piekarnie Anfrichta i Hechcera. Żydzi byli właścicielami zakładów przemysłowych, takich jak Fabryka Papieru „Solali”, Fabryka Wyrobów Skórzanych „Siła”, Fabryka Chemiczna Zabłocie, działał też Żydowski Bank Kooperacyjny. Kolejna synagoga położona była na terenie Ispu. W 1938 roku na terenie Ispu, Sporysza i Zabłocia mieszkało 900 Żydów.
Gmina żydowska, założona 15 czerwca 1894 roku, istniała również w Milówce i obejmowała swoim zasięgiem także Rajczę. Synagoga w Milówce znajdowała się przy dzisiejszej ulicy Grunwaldzkiej, a cmentarz (nadal istniejący) – przy drodze do Kamesznicy. Milowieccy i rajczańscy Żydzi trudnili się przede wszystkim handlem, prowadzili też karczmy. W 1918 i 1939 roku doszło tam do rabowania żydowskich sklepów.
Zagładę społeczności żydowskiej zamieszkującej Żywiecczyznę przyniosła II wojna światowa. Według spisu ludności żydowskiej z 1945 roku w Żywcu mieszkały tylko dwie żydówki. W 1950 roku powiat żywiecki zamieszkiwało trzech Żydów.

### Katolicyzm

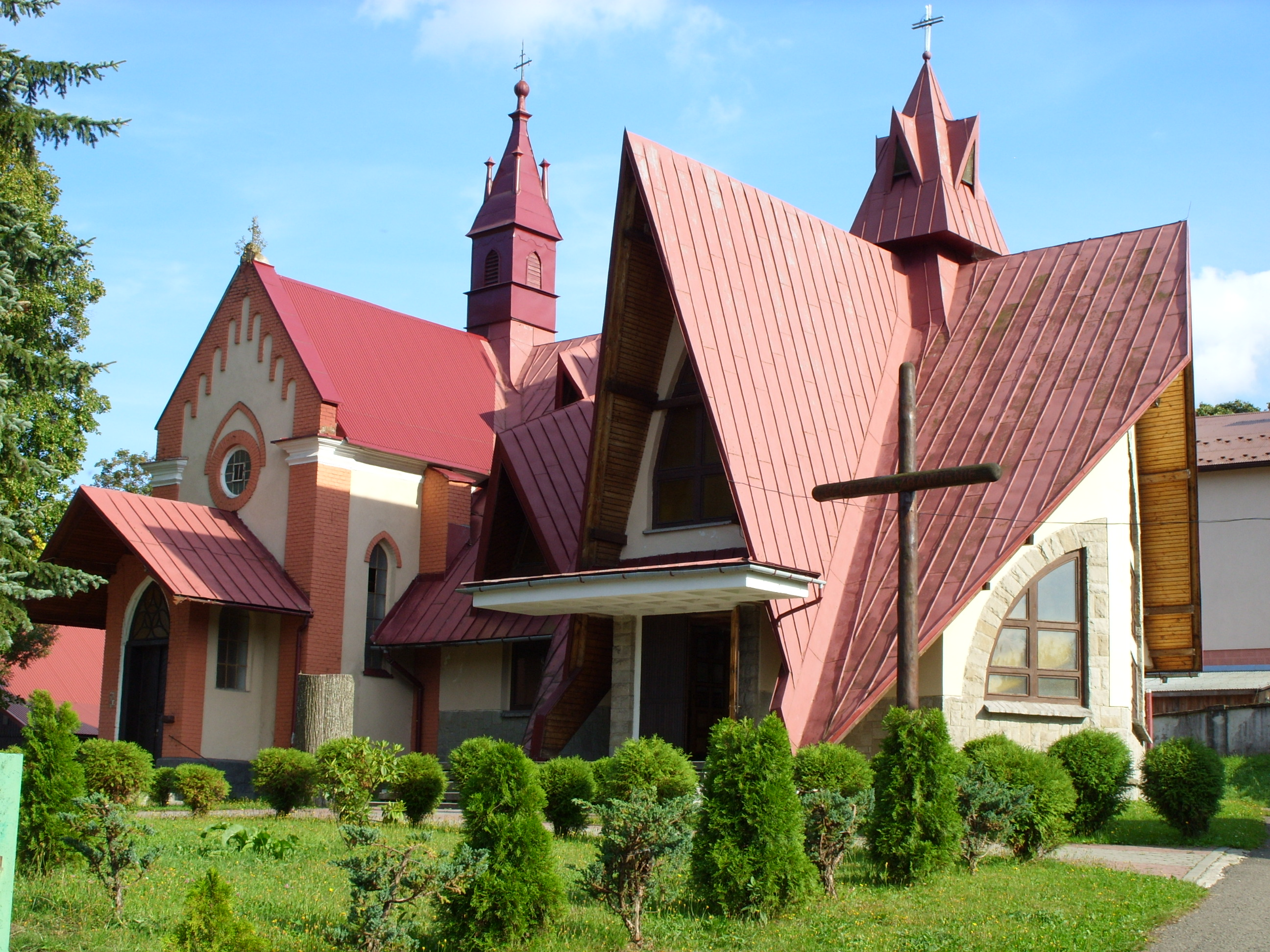
Kościół Nawiedzenia Najświętszej Marii Panny w Zwardoniu

48 rzymskokatolickich parafii powiatu żywieckiego jest objętych zasięgiem diecezji bielsko-żywieckiej i podzielonych między dekanaty Jeleśnia, Kęty, Łodygowice, Milówka, Radziechowy i Żywiec. Biskupem diecezji jest pochodzący z Gilowic Tadeusz Rakoczy. W Rychwałdzie i Przyłękowie znajdują się sanktuaria maryjne.

### Luteranizm
Luteranie pochodzący ze Śląska dotarli do Żywca w XVI wieku. Osadnicy, zajmujący się głównie sukiennictwem, założyli prowizoryczną osadę na Wyszomieściu (obecnie teren ulicy Komorowskich). Według wzmianek w „Dziejopisie Żywieckim” z roku 1639 u podnóży wzgórza Grapa założony został ewangelicki cmentarz, gdzie pochowano kilka osób, jednak jego funkcjonowanie zakończyło się, kiedy osadnicy otrzymali możliwość powrotu na Śląsk. W 1709 roku udokumentowana została śmierć mieszkańca wyznania ewangelickiego. Jego pochówek odbył się wieczorem na terenie podżywieckiej wsi Sporysz, co obrazuje niechęć mieszkańców miasta do innowierców. Kolejny pochówek luterański miał miejsce w 1714 roku. Na początku XVIII wieku miasta nie zamieszkiwała żadna osoba wyznania tego wyznania. W 1828 powiat żywiecki zamieszkiwało 188 ewangelików. W 1860 roku niewielkie grupy ewangelickie skupiały się wokół ośrodków przemysłowych – Węgierskiej Górki i Żywca. W 1873 roku w powiecie było ich 436. W spisie przeprowadzonym siedem lat później osób wyznania ewangelickiego nie stwierdzono. Jednak w 1899 roku działalność rozpoczął punkt kaznodziejski w Zabłociu, zaś punkt katechetyczny dla dzieci funkcjonował w Węgierskiej Górce. W spisie powszechnym ludności z 1921 roku miasto Żywiec zamieszkiwało 20 ewangelików, wieś Sporysz 26, a Zabłocie – 53. Okręg sądowy Żywiec, na który składało się 46 wiosek, liczył 157 ewangelików. Obecnie Żywiec z okolicami zamieszkuje kilka osób tego wyznania, które przynależą do Parafii Ewangelicko-Augsburskiej w Białej (Bielsko-Biała) z filiałem w Węgierskiej Górce.

### Ewangelikaryzm
Zbór Unii Zborów Adwentystów Dnia Siódmego, liczący około 30 wyznawców, powstał w 1930 roku w Żywcu. Uległ likwidacji rok później, a adwentyści spotykali się w prywatnym mieszkaniu w Tresnej. 26 lutego 1994 roku działalność w Żywcu rozpoczął Kościół Adwentystów Dnia Siódmego, którego członkowie spotykali się najpierw w klubie osiedlowym przy ul. Jana, a później w budynku zboru Kościoła Ewangelicznych Chrześcijan.
Zbór Kościoła Ewangelicznych Chrześcijan powstał w Żywcu w 1984 roku przy ul. Półkole na Zabłociu. Później, po odejściu jednego z jego członków, założony został również Zbór Ewangeliczny „Jeruzalem” z siedzibą przy ul. Pięknej.
Działalność Kościoła Zielonoświątkowego na terenie powiatu sięga 1988 roku, kiedy powstała Placówka Kościoła Zielonoświątkowego w Żywcu, która stała się samodzielnym zborem w 1990 roku. Początkowo spotkania odbywały się w domach prywatnych, a później w klubach „Akwarium” (Osiedle 700-lecia), „Osiedlowym” (ul. Jana) i „Papiernik” (ul. Słonki, Zabłocie). Obecnie siedziba zboru znajduje się przy al. Piłsudskiego, w pawilonie „Malinka”.
Praca braci Kościoła Wolnych Chrześcijan rozpoczęła się w 1934 roku w Żywcu i okolicznych wioskach. Zarządzeniami okupacyjnych władz hitlerowskich z 1940 i 1941 roku struktury kościoła zostały rozwiązane, a niektórzy z jego członków znaleźli się w obozach koncentracyjnych. Po wojnie działalność zboru została wznowiona, a wierni spotykali się najpierw w Pietrzykowicach, później w Podlesiu, a następnie w Zarzeczu. Z powodu budowy zapory w Tresnej i powstania Jeziora Żywieckiego, w 1962 rozpoczęto budowę nowej kaplicy przy ul. Wesołej w Żywcu. Na początku lat 80. zbór liczył około 100 członków. Wtedy przystąpiono do budowy obecnej siedziby kościoła przy żywieckiej al. Legionów.

### Inne związki religijne
Zrzeszenie Wolnych Badaczy Pisma Świętego posiada w powiecie żywieckim dwa zbory: Żywiec (27 członków) i Moszczanica (20 członków), natomiast Świadkowie Jehowy – 4 zbory (trzy w Żywcu i jeden w Rajczy z Salą Królestwa w Milówce).

## Transport

### Transport drogowy

#### Drogi ekspresowe
- Droga ekspresowa S1 – w przyszłości stanowić będzie połączenie Pyrzowic i dalej Bielska-Białej ze Zwardoniem oraz słowacką autostradą D3, obecnie czynne są odcinki Bielsko-Biała – Przybędza oraz Milówka – Zwardoń. Planowane jest obejście Węgierskiej Górki (Przybędza – Milówka, 8 km).

#### Drogi krajowe
- Droga krajowa nr 1 – trasa łącząca Bielsko-Białą i Zwardoń, na odcinkach Bielsko-Biała – Przybędza i Milówka – Zwardoń ma status drogi ekspresowej.

#### Drogi wojewódzkie
- Droga wojewódzka nr 781 – biegnie z Chrzanowa (województwo małopolskie) do Łękawicy, gdzie łączy się z drogą wojewódzką nr 946. Droga przebiega przez Kocierz Rychwałdzki i Kocierz Moszczanicki.
- Droga wojewódzka nr 943 – łączy Laliki z granicą z Czechami w Jasnowicach (powiat cieszyński).
- Droga wojewódzka nr 945 – trasa stanowiąca połączenie Żywca z Korbielowem i granicą ze Słowacją. Przy drodze leżą miejscowości takie jak Żywiec, Świnna, Pewel Mała, Jeleśnia, Krzyżowa i Korbielów.
- Droga wojewódzka nr 946 – łączy Żywiec z Suchą Beskidzką i drogą krajową nr 28 do Zakopanego. Miejscowości na terenie powiatu przez które przebiega trasa to Żywiec, Łękawica, Okrajnik, Gilowice i Las.
- Droga wojewódzka nr 948 – trasa stanowiąca połączenie Żywca z Oświęcimiem. Biegnie przez miejscowości powiatu żywieckiego takie jak Żywiec, Tresna, Czernichów, Międzybrodzie Żywieckie i Międzybrodzie Bialskie.

#### Transport autobusowy
Osiemnaście linii MZK Żywiec łączy centrum miasta z wszystkimi jego dzielnicami oraz okolicznymi miejscowościami leżącymi na terenie gmin: Buczkowice (powiat bielski), Łodygowice, Czernichów, Gilowice, Świnna, Radziechowy-Wieprz i Lipowa.
Po upadku PKS Żywiec komunikację lokalną zapewniają prywatni przewoźnicy. Na terenie gmin Czernichów i Łodygowice kursują autobusy PKS Bielsko-Biała. Gminę Lipowa obsługują pojazdy firmy JM-BUS oraz Travel Bus. Transport na terenie gmin Milówka, Rajcza, Ujsoły oraz Węgierska Górka prowadzi Thermocar. Do gmin Łękawica, Gilowice oraz Ślemień dojeżdżają pojazdy przewoźników takich jak Janowiec, Euro-travel, Chrustek Travel oraz RS Transport. Wielu przewoźników działa również na terenie gmin Jeleśnia i Koszarawa.
Głównym punktem przesiadkowym komunikacji lokalnej pozostaje dworzec autobusowy w Żywcu, położony przy ul. Dworcowej w dzielnicy Zabłocie. Do innych ważnych przystanków należą Tesco (Al. Jana Pawła II), Plac Grunwaldzki i Ogródek Jordanowski (al. Piłsudskiego).

### Transport kolejowy

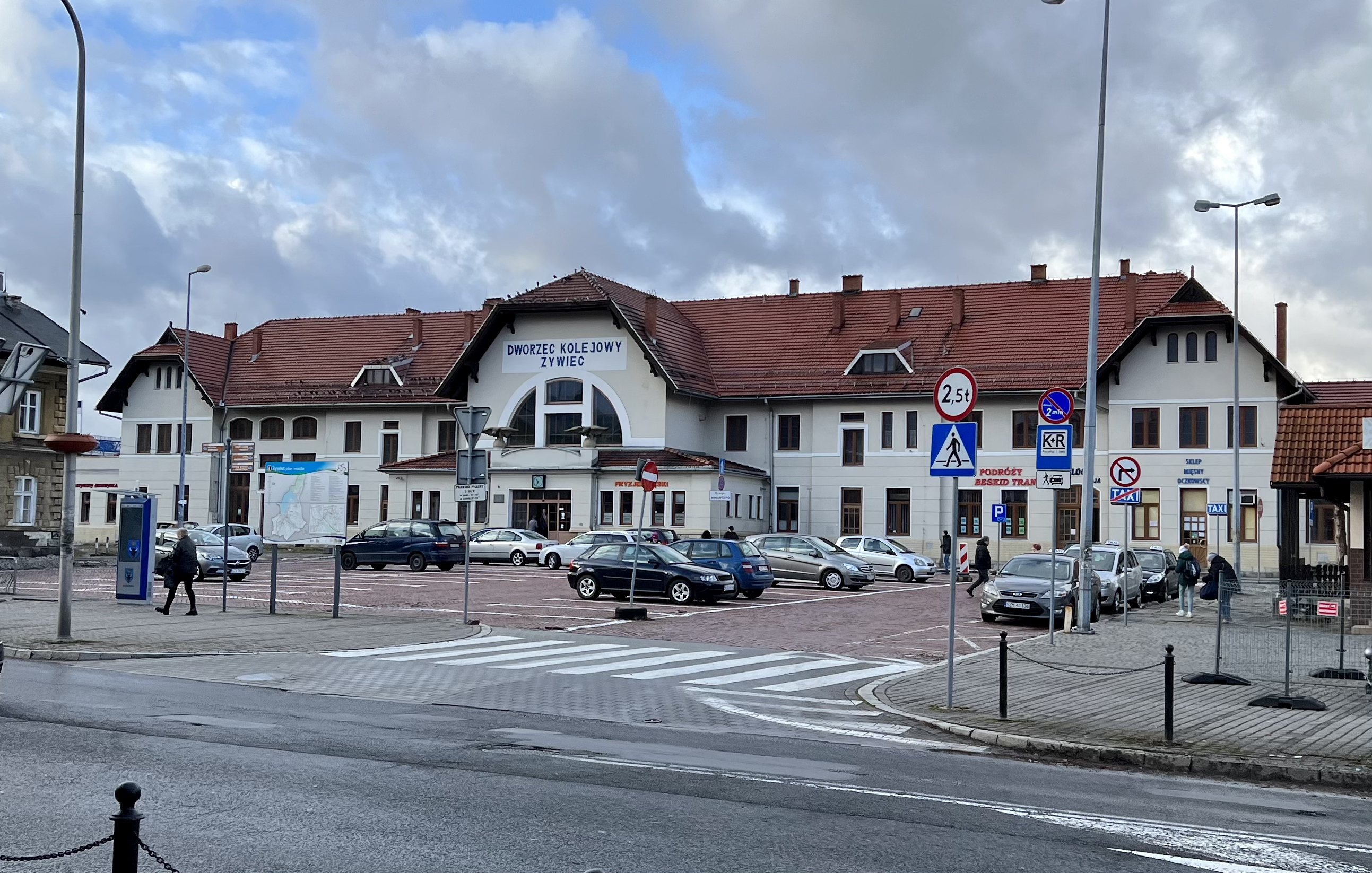
Główny dworzec kolejowy w Żywcu

Powiat żywiecki leży na trasie dawnej Galicyjskiej Kolei Transwersalnej, na skrzyżowaniu dwóch linii kolejowych:
- linia kolejowa 97 – łączy stacje Żywiec i Sucha Beskidzka.
- linia kolejowa 139 – prowadzi z Katowic przez Bielsko-Białą do Zwardonia.

Do najważniejszych stacji na terenie powiatu należą: Żywiec, Węgierska Górka, Zwardoń, Łodygowice, Rajcza i Milówka.